# Art de l'Índia

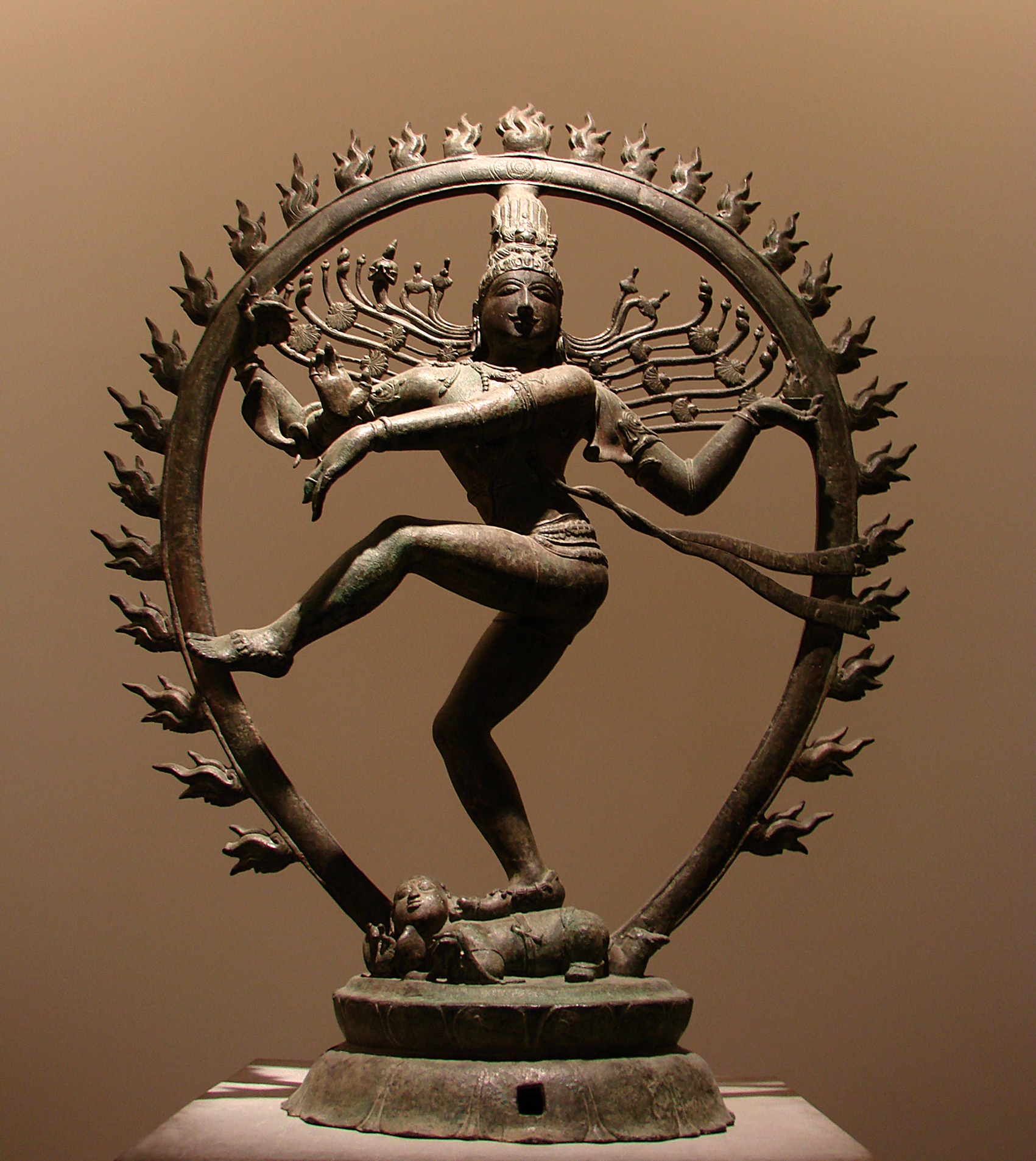
Śiva Naṭarāja, Tamil Nadu, dinastia Chola,

L'art de l'Índia es caracteritza principalment per ser un reflex de la complexa societat índia, multiètnica i multicultural; tanmateix, l'art de l'Índia té un caràcter principalment religiós i ha servit com a mitjà de transmissió d'idees per part de les diverses religions que han format l'Índia al llarg de la seva història: hinduisme, budisme, islam, cristianisme, etc. També cal destacar com a tret distintiu de l'art indi el seu afany d'integració amb la natura, en tant que adaptació de l'ordre universal, tenint en compte que la major part d'elements naturals (muntanyes, rius, arbres) tenen per als indis un caràcter sagrat.
Un dels fets determinants en la construcció de la cultura índia ha estat la diversitat ètnica dels múltiples pobles que han anat arribant a les seves terres: des dels aborígens de pell fosca, ancestres dels actuals dràvides, que varen arribar en successives onades de protoaustraloides, passant per protomediterranis mesolítics, mongoloides, armenoides, aris (1500 aC), perses i grecs (600-300 aC), parts i protomongols (50 aC-300), huns (segles VI-VIII), àrabs (segles IX-XII), turcoafganesos (segles xiii-xv), turcomongols (segles XVI-XVIII), fins a arribar als britànics (segles XIX-XX). Aquesta barreja de pobles i cultures ha produït un art de gran diversitat estilística i formal, on conviuen diverses tendències artístiques segons la regió.

## Consideracions generals

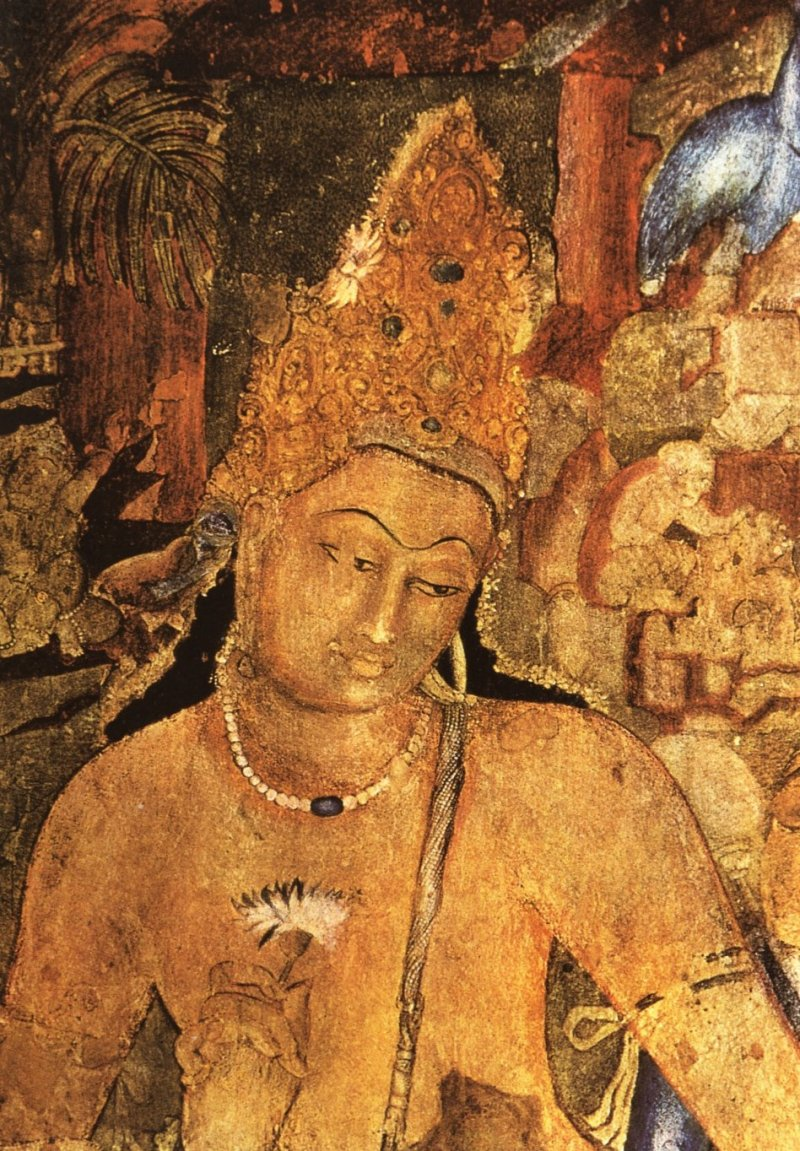
Bodhisattva del lotus blau (cap al 550), vihara núm. 1 d'Ajanta (Maharashtra)

L'art indi ha estat principalment una manifestació religiosa, una forma de connectar el món humà amb la transcendència divina. En aquest sentit han treballat artistes (xilpin) i arquitectes (sthapati), els noms dels quals no han transcendit en una gran majoria de casos, deixant una sèrie d'obres anònimes en què l'important no era l'empremta personal del seu creador sinó la unió de l'obra amb l'entorn i amb el món de la divinitat. Entre les diverses manifestacions artístiques destaca l'escultura, el principal vehicle indi de representació humana i divina; fins i tot la pintura i l'arquitectura índies tenen una certa plàstica escultòrica, ja que és l'àmbit on més es desenvolupà la creativitat de l'artista indi i en què sorgiren la majoria de tècniques i estils presents en l'art indi en general.
La integració amb la natura és una de les característiques principals de l'art indi: així com l'ésser humà occidental ha cercat sovint adaptar la natura a les seves necessitats, els indis han procurat, en canvi, integrar les obres en l'entorn natural: exemples en són els santuaris rupestres excavats a la roca i en grutes naturals. La natura té per a ells un caràcter sagrat, com es percep en la sacralització de rius, muntanyes i arbres, així com en la divinització dels elements naturals: sol (Surya), lluna (Txandra), foc (Agni), pluja (Indra), etc. Un dels factors més influents en l'art i la mentalitat índia és el clima monsònic, que pel caràcter cíclic i naturalesa ambivalent, tant pot beneficiar com perjudicar la vida al subcontinent indi, el que provoca una certa dualitat en la personalitat dels habitants, uns canvis d'actitud que es reflecteixen en una gran diversitat d'estils artístics que poden conviure simultàniament formant conjunts d'estils contraposats i aparentment enfrontats: des del naturalisme a l'abstracció, des del realisme fins a l'idealisme.
Un altre factor a tenir en compte és la diversitat ètnica i cultural que ha provocat un art eclèctic i sincrètic: els primers pobladors, negroides, formaren l'ètnia dràvida, que se situà al sud de l'Índia (Tamil Nadu) després de l'arribada dels aris i, posteriorment, els musulmans. Aquesta ètnia sempre ha reivindicat la pell més fosca en diversos elements simbòlics, així com la utilització del blau indi en la pell dels déus representats en el seu art, i també la preferència pel gres en la construcció -un material més fosc que la pedra o el marbre-.

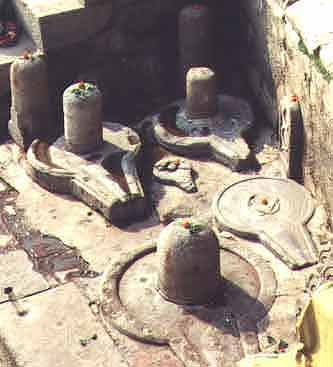
Representació d'un lingam (símbol masculí) sobre un ioni (símbol femení)

Una de les facetes més sorprenents de l'art indi per als occidentals és la representació explícita de l'erotisme: segons la religió hindú, la sexualitat és una forma d'oració, un canal entre allò humà i allò diví, un senyal de transcendència i d'espiritualitat. Bona mostra d'això és el culte al lingam (símbol sexual masculí) i al ioni (símbol sexual femení), ambdós provinents d'antics ritus neolítics de la fertilitat, i que foren integrats a l'hinduisme. El lingam representa la potència creadora del déu Xiva i és el principal objecte de veneració a les capelles dels temples dedicats a aquest déu. Se sol representar mitjançant un pilar (stambha) acabat en forma de gland (mani), encara que pot variar des de la forma més naturalista fins a una forma abstracta consistent en un cilindre, o diverses manifestacions com un fal·lus amb ulls (ambaka-lingam), amb un rostre (ekamukha-lingam) o diversos rostres (chaturmukha-lingam). En la tradició dràvida els lingam s'associen als elements: aigua (apaslingam), aire (akkashalingam), foc (tejaslingam), vent (vayulingam) i terra (prithivilingam). Per la seva banda, el ioni representa Xacti (la dea mare), així com Pàrvati (deessa de la natura i de la fertilitat), consort de Xiva. També es pot representar en forma naturalista com una vagina, o geometritzada en forma de triangle. El lingam apareix sovint junt amb el ioni com un recipient de forma còncava del que sobresurt el lingam. Aquest símbol expressa la unitat dins de la dualitat de l'univers, l'energia creadora, així com la transmutació de l'impuls sexual en energia mental, l'ascensió des del món dels sentits a la transcendència espiritual, aconseguida mitjançant la meditació del ioga. Aquests antics ritus es fusionaren amb el tantra, filosofia que cerca la veritat en l'energia que emana del cos humà, que és un potenciador espiritual, com àdhuc l'energia sexual (kundaliní). Amb els texts del Kamasutra ('Llibre de l'amor'), aquests cultes tingueren una gran representació en l'art indi, sobretot en l'escultura, on abunden els mithuna o escenes eròtiques, com als temples de Khajuraho i Konarkk.
L'estètica índia es desenvolupà sobretot en el període gupta, en què es van analitzar, recopilar i classificar la majoria d'escrits vèdics (els textos sagrats hindús, transmesos de forma oral des d'aproximadament el 1500 aC). En l'art foren primordials especialment els texts sagrats anomenats xastras, en particular els Vastu-xastras, tractats arquitectònics que parlen de la construcció de temples per als déus, i els Xilpa-xastras, tractats figuratius per a pintors i escultors així com la forma de transcriure en imatges el missatge diví. Els gupta desenvoluparen diversos tractats tècnics i normatius sobre els principis fonamentals de l'art, així com tècniques, materials, estils, iconografia, etc. Un dels més importants és el Xadanga, que estableix els «sis principis» estètics per a la pintura: rupa-bheda (ciència de les formes), pramani (sentit de les relacions), bhava (ciència del sentiment), lavanna-yojanam (sentit de la gràcia), sadrisyam (ciència de les comparacions) i varnika-bhanga (ciència dels colors). Més endavant se n'afegiren altres dos: rasa (quinta essència del gust) i chanda (ritme).
El concepte de rasa està lligat a l'emotivitat: per als indis l'art ha de commoure, ha de suscitar emocions. Així, distingeixen vuit tipus d'emocions, que es relacionen simbòlicament amb diferents colors:
- Amor o rasa eròtic (xringara): color negre
- Coratge o rasa heroic (vira): color vermell
- Còlera o rasa furiós (raudra): color vermell
- Alegria o rasa còmic (hasya): color blanc
- Admiració o rasa admiratiu (adbhuta): color groc
- Dolor o rasa compassiu (karuna): color gris
- Fàstic o rasa repulsiu (bibhasta): color blau
- Por o rasa temorós (bhayanaka): color negre

Aquestes emocions es tradueixen al seu torn en diferents actituds i postures (assana) de les figures representades en escultura o pintura:
- Samabhanga: postura rígida i equilibrada, bé de peus o bé asseguda. Significa la serenitat espiritual, i és la postura típica de Buda i déus com Vixnu.
- Abhanga: postura de lleugera inclinació. Significa la meditació, i és pròpia de bodhisattvas i divinitats menors.
- Tribhanga: postura de triple flexió. Significa sensualitat i, al temps, espiritualitat. És la típica en figures d’apsaras i yakxis.
- Atibhanga: postura d'extrema inclinació. Significa violència o dramatisme i és la idònia per a Xiva i els Lokapala ('guardians del món' que custodien els quatre punts cardinals).[5]

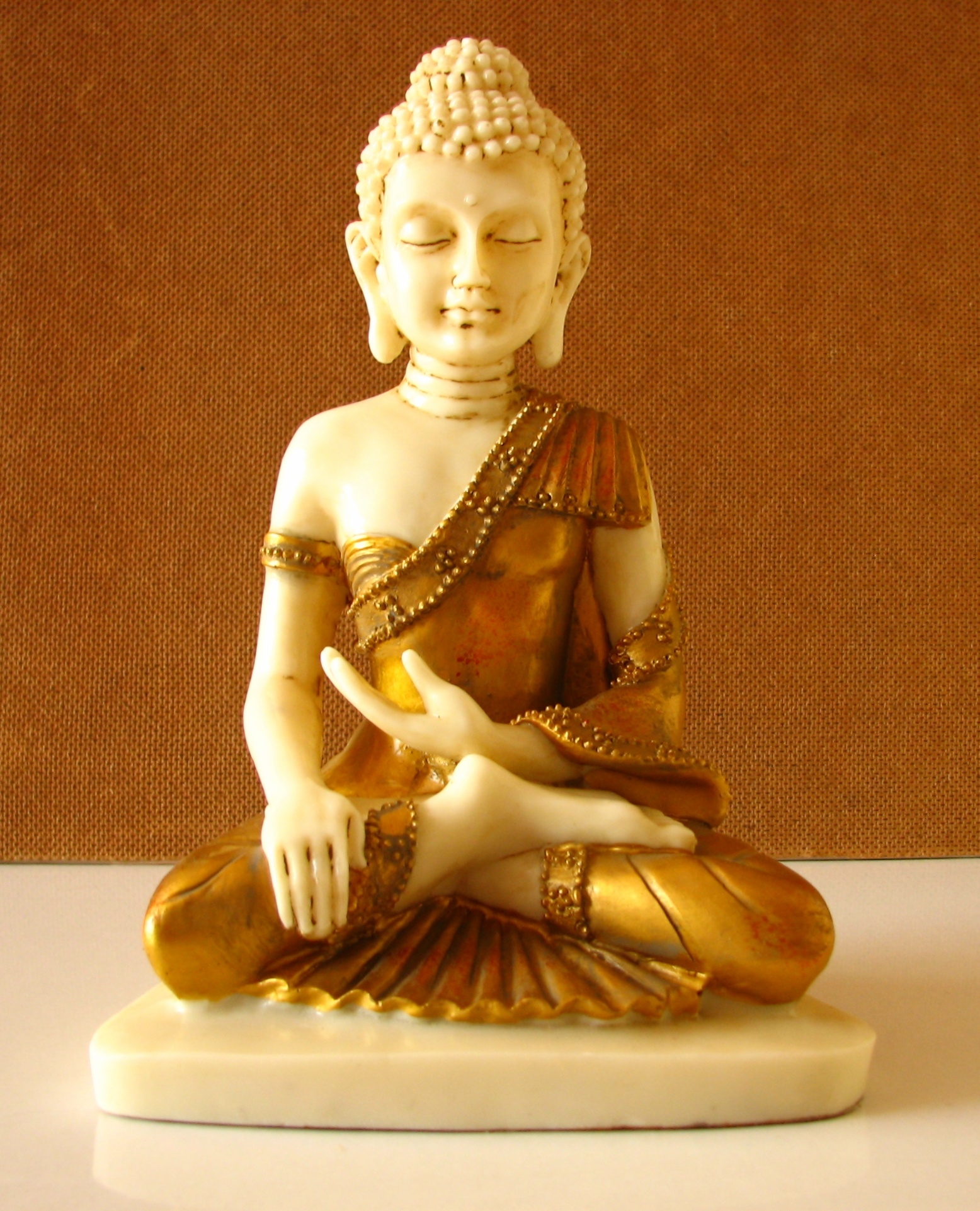
Imatge de Buda en postura samabhanga
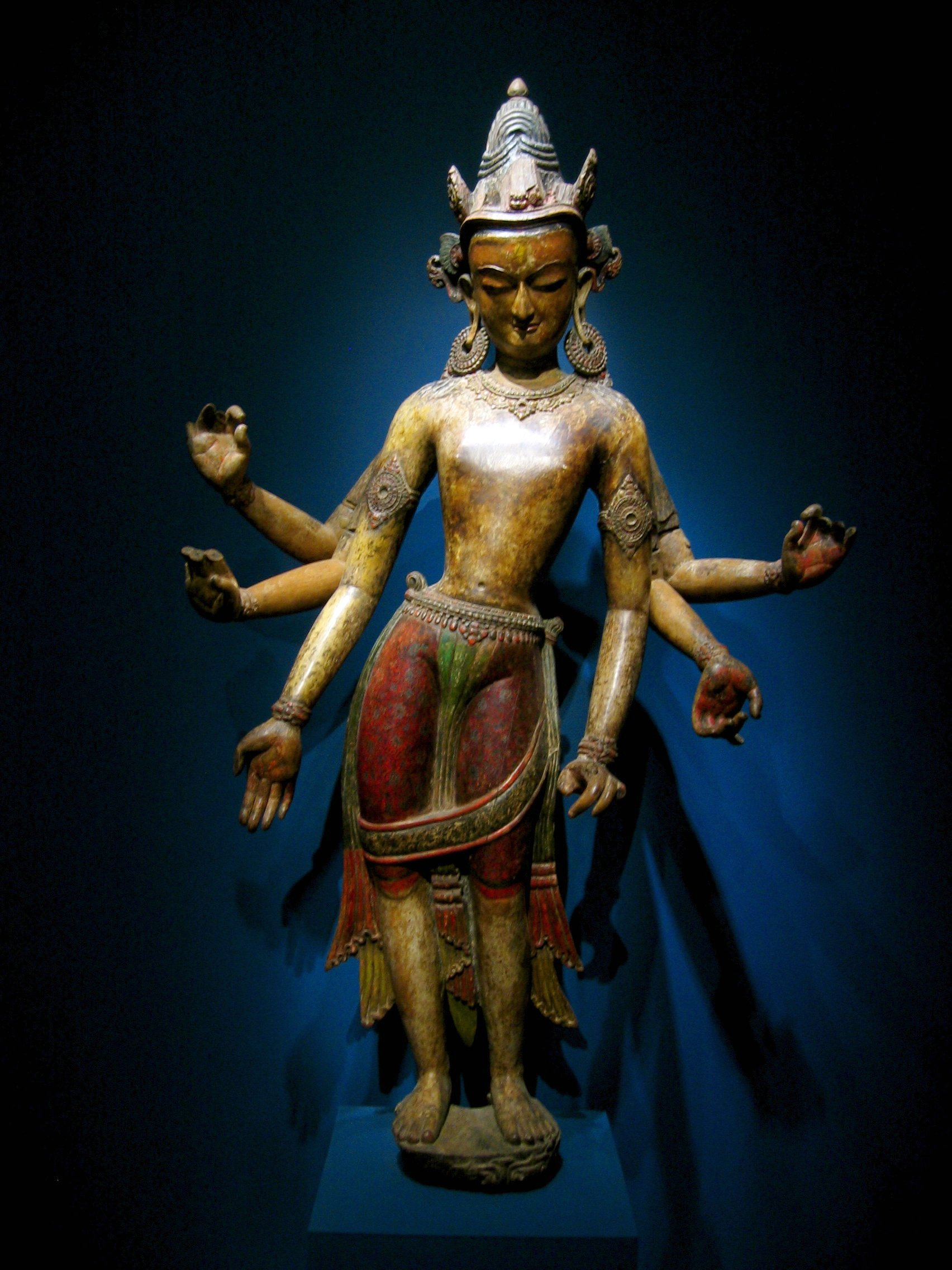
Imatge del bodhisattva Avalokiteshvara en postura abhanga
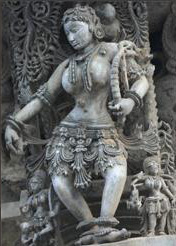
Imatge de yakxi en postura tribhanga
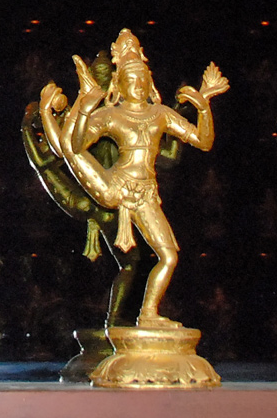
Imatge de Xiva en postura atibhanga

## Desenvolupament històric

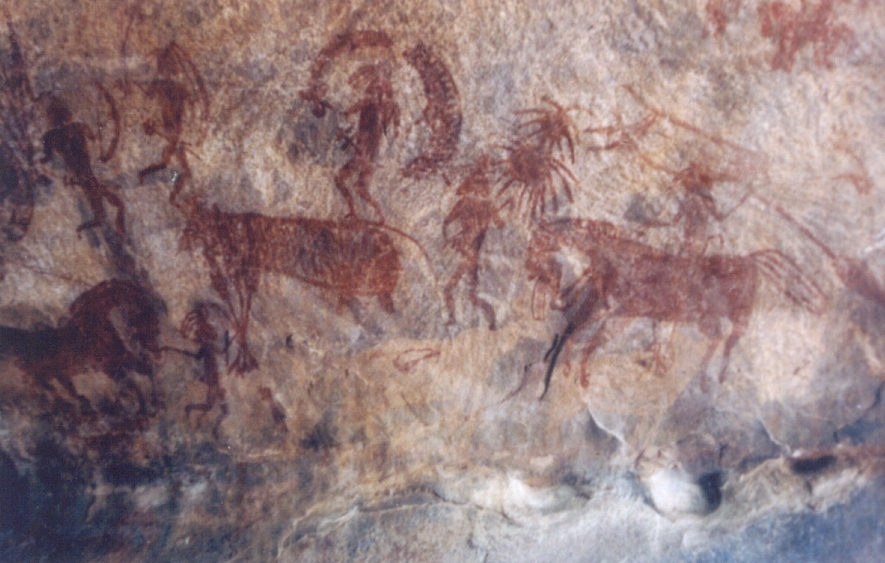
Pintura rupestre de Bhimbetka (7000 aC)

### Prehistòria
Del Paleolític s'han trobat diversos utensilis de quarsita i sílex tallats o polits, en consonància amb els trobats al mateix temps al continent europeu. A Bhimbetka, prop de Bhopal, s'ha trobat un conjunt de més de mil coves amb pintures rupestres (7000 aC). Aquests abrics presenten diverses pintures que mostren la vida de les persones que vivien a les cavernes, incloent-hi escenes de dansa, naixements, ritus religiosos i enterraments. Les pintures mostren també animals com ara bisons, elefants, galls dindi, rinoceronts i tigres. El 2003 aquest conjunt fou declarat Patrimoni de la Humanitat per la UNESCO.
Del Mesolític s'han trobat nombrosos utensilis similars als ganivets en forma de mitja lluna naturals del Pròxim Orient, Europa oriental i nord d'Àfrica. Al Dècan s'han trobat nombroses tombes de tipus megalític, mentre que al Balutxistan, al nord de l'Índia, hi ha terrissa pintada i objectes en metall des del IV mil·lenni aC. A Raigarh (Madhya Pradesh) hi ha pintures parietals que presenten certa semblança a les de Cogul a Espanya, amb representacions d'animals com cèrvids, bous i elefants. A Savandurga (Karnataka) una excavació arqueològica descobrí un cementiri amb sarcòfags de pedra. Finalment, del Neolític, cal destacar els jaciments d'Adichanallur i Brahmagiri (Karnataka), on s'ha trobat un tipus de ceràmica negra i vermella, així com diversos monuments megalítics, especialment dòlmens. Posteriorment s'han classificat diversos tipus de ceràmica: la vermella hematites de la cultura de Banas (Rajasthan), la gris de la conca del Ganges i la negra polida de Haryana i Delhi.

### Cultura de l'Indus

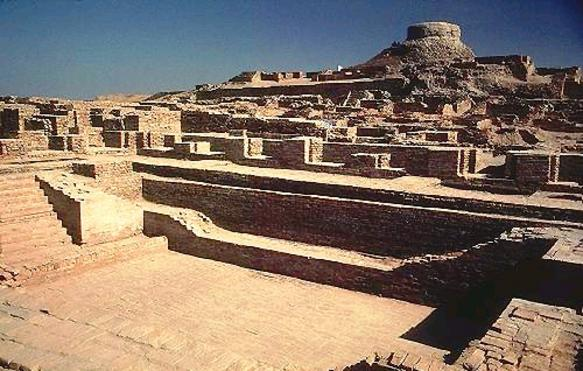
Ruïnes de Mohenjo-Daro

La primera gran civilització índia, de signe neolític, florí a l'entorn del 2500-1500 aC a la zona del riu Indus (actual Pakistan i nord-oest de l'Índia). Aquesta regió, entre les muntanyes Zagros, l'Hindu Kush i l'Himàlaia, ha estat des de temps antics una important ruta comercial entre la Mediterrània i l'Extrem Orient, fet del qual se'n beneficiaren els pobles de la zona. La cultura de l'Indus és coneguda principalment per les excavacions realitzades el 1920 per John Marshall a l'antiga ciutat de Mohenjo-Daro (Jaipur, actual Pakistan) i Harappa (Panjab).
Segons sembla, aquesta civilització mantingué contactes amb Mesopotàmia i desenvolupà un sistema d'escriptura que encara no ha estat desxifrat. En aquest emplaçament existiren nou ciutats superposades, d'un perfecte urbanisme, amb un avançat sistema de clavegueram, edificis públics i carrers paral·lels, organitzats segons una planimetria regular i simètrica. La construcció es realitzava amb fang cuit i maó, erigint cases amb un sistema de conducció d'aigua bastant avançat. També s'han trobat vestigis de voltes construïdes en maó. El conjunt era dominat per una ciutadella o acròpoli, emmurallada i amb un conjunt de terrasses on es trobaven edificis públics com ara banys, palestres o claustres, encara que no s'han trobat temples o palaus.

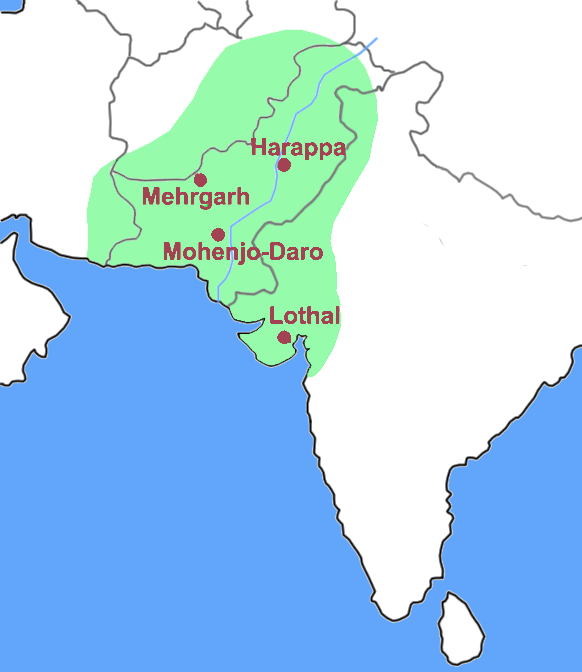
Mapa de la civilització de la vall de l'Indus

En aquestes dues ciutats s'han trobat gran quantitat de segells d'esteatita amb representacions d'animals i monstres fantàstics, de gran realisme i detallada precisió, potser d'influència mesopotàmica. També hi ha vestigis de ceràmica, escultura i estris de metall (or, plata, coure i llautó), especialment uns ganivets de bronze de fulla corbada molt característics. La ceràmica es produïa en torn, decorada amb motius geomètrics. Tenien un desenvolupat art tèxtil en cotó estampat. El comerç sembla haver estat freqüent, com indica la troballa d'objectes de lapislàtzuli de l'Afganistan, jade de la Xina i or i plata de Pèrsia o l'Afganistan. Alhora, en alguns jaciments mesopotàmics s'han trobat algunes granadures de calcedònia vermella procedents de l'Indus.
En escultura s'han trobat diverses figures de terracota representant carros, animals i figures humanes, algunes d'elles nues i amb símbols sexuals (el lingam masculí i el ioni femení), relacionades amb el culte a la fertilitat. També s'han trobat peces en bronze com La ballarina de Mohenjo-Daro, amb unes formes anatòmiques arrodonides, i és remarcable el treball tant anterior com posterior que ofereix una imatge global de la figura; també en pedra calcària, com ara El rei sacerdot, igualment de Mohenjo-Daro, un bust amb un rostre molt ben traçat on destaquen els ulls esquinçats de tipus asiàtic, llavis gruixuts i barba de flocs.

### Període vèdic (segles XV-III aC)

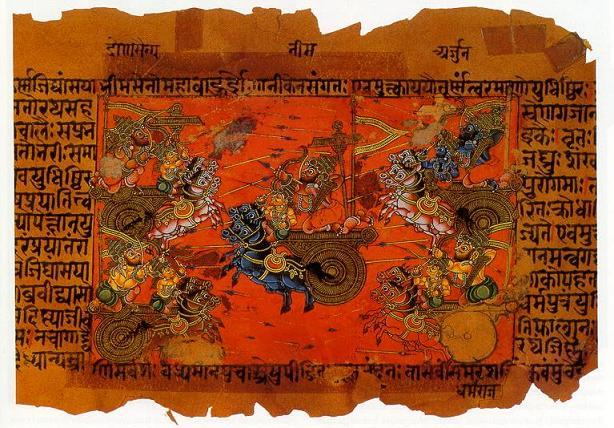
Illustració del Mahabharata

En aquesta etapa arribaren els pobles aris que donaren lloc a les religions tradicionals índies. Els aris introduïren el llenguatge sànscrit, així com el ferro i animals com el cavall; forjaren petits regnes regits pel sistema de castes on els sacerdots (bramans) tenien una posició preeminent. En aquesta època sorgiren els grans poemes èpics indis: el Mahabharata i el Ramayana, i es desenvolupà l'hinduisme, religió de caràcter mitològic que unia les pràctiques esotèriques amb diverses filosofies vitals. Els seus principals déus eren Xiva, Vixnu i Krixna, encara que també tenien diversos conceptes més abstractes, com Brama, l'ànima del món; atman, l'ànima humana; i maya, l'energia que insufla la vida. L'objectiu de la religió hindú és absorbir l'atman dins de Brahma per així alliberar-se del karma, la successió de reencarnacions marcades per la conducta en vida de l'individu. Alhora aquestes reencarnacions delimiten el sistema de castes hindú: bramans (sacerdots), kxatriyes (guerrers), vaixyes (comerciants), xudres (camperols) i dalits (pàries o «intocables»).
Malgrat tot existeixen poques restes arqueològiques d'aquesta etapa, tan sols alguns objectes de bronze i ceràmica, de manera que hi ha una gran llacuna entre la cultura de l'Indus i l'art maurya. Això es deu principalment a la utilització de materials fungibles com la fusta i el fang cuit. Així, malgrat ser una època de gran esplendor sobretot en el terreny literari, en l'artístic hi ha un gran desconeixement de les realitzacions d'aquesta època.
Al segle vi aC aparegueren el budisme i el jainisme, religions humanistes que oferien la salvació personal i el final del sistema de reencarnacions; el budisme amb la pràctica de l'ascetisme i la meditació, que condueixen a l'alliberament de l'ànima (nirvana), i el jainisme igualment amb l'ascetisme, principalment les «cinc abstencions majors» (jina-kalpa): no matar (ahimsa), no mentir (satya), no robar (asteya), no abusar del sexe (brahmacharya) i no cobejar (aparigraha). Al final d'aquest període l'expedició a l'Índia d'Alexandre el Gran (326-325 aC) obrí contactes amb l'art hellenístic, fet que es plasmà en l'art grecobudista. També s'establiren estrets llaços amb l'art persa.

### Art budista

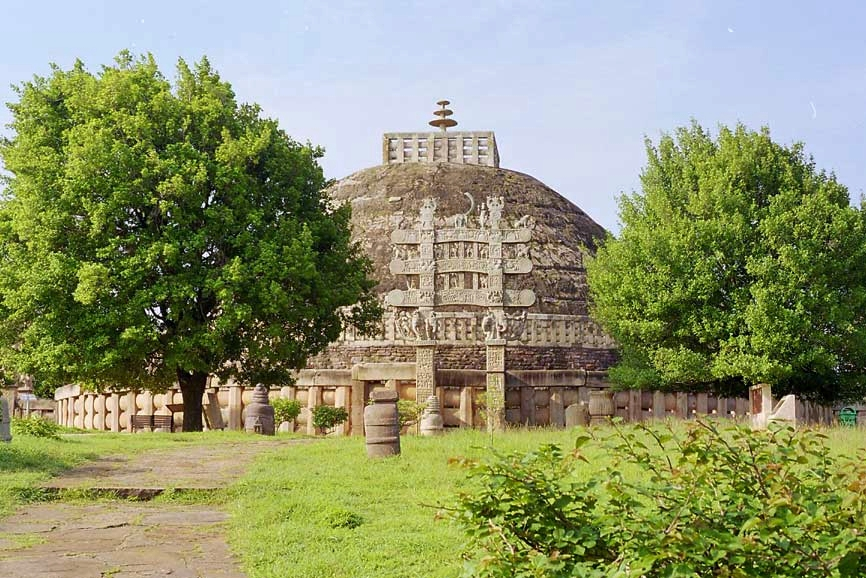
Stupa de Sanchi

#### Art maurya (segles III-IaC)
La dinastia Maurya expulsà els successors d'Alexandre el Gran de l'Índia septentrional, ocupà tot el curs mitjà de l'Indus i la part central de la península del Dècan: primera gran cultura de religió budista, tot el seu art girava sobre la vida i els ensenyaments de Siddharta Gautama. S'han testimoniat nombrosos contactes comercials amb Pèrsia, Grècia, Egipte, Sri Lanka i el sud-est asiàtic.
La pedra substituí el maó com a material de construcció, i en resultaren edificacions més resistents que les dels anteriors períodes. Els primers vestigis, els tenim als santuaris rupestres de Barabar i al palau d'Aixoka a Pataliputra. Són característiques les columnes monolítiques (stambha) de gres polit, amb capitell campaniforme en forma de flor de lotus, generalment amb un grup animal esculpit en alt relleu, com el Capitell dels Lleons, a Sarnath (segle iii aC), realitzat en gres de color crema (actualment, aquest capitell figura a l'escut de l'Índia). Aquestes columnes foren erigides pel rei Aixoka per tot el seu imperi amb inscripcions en què es declarava fervent devot de Buda i renunciava a la violència. Solien tenir uns deu metres d'alçada i les figures esculpides –generalment lleons– recorden l'escultura aquemènida.

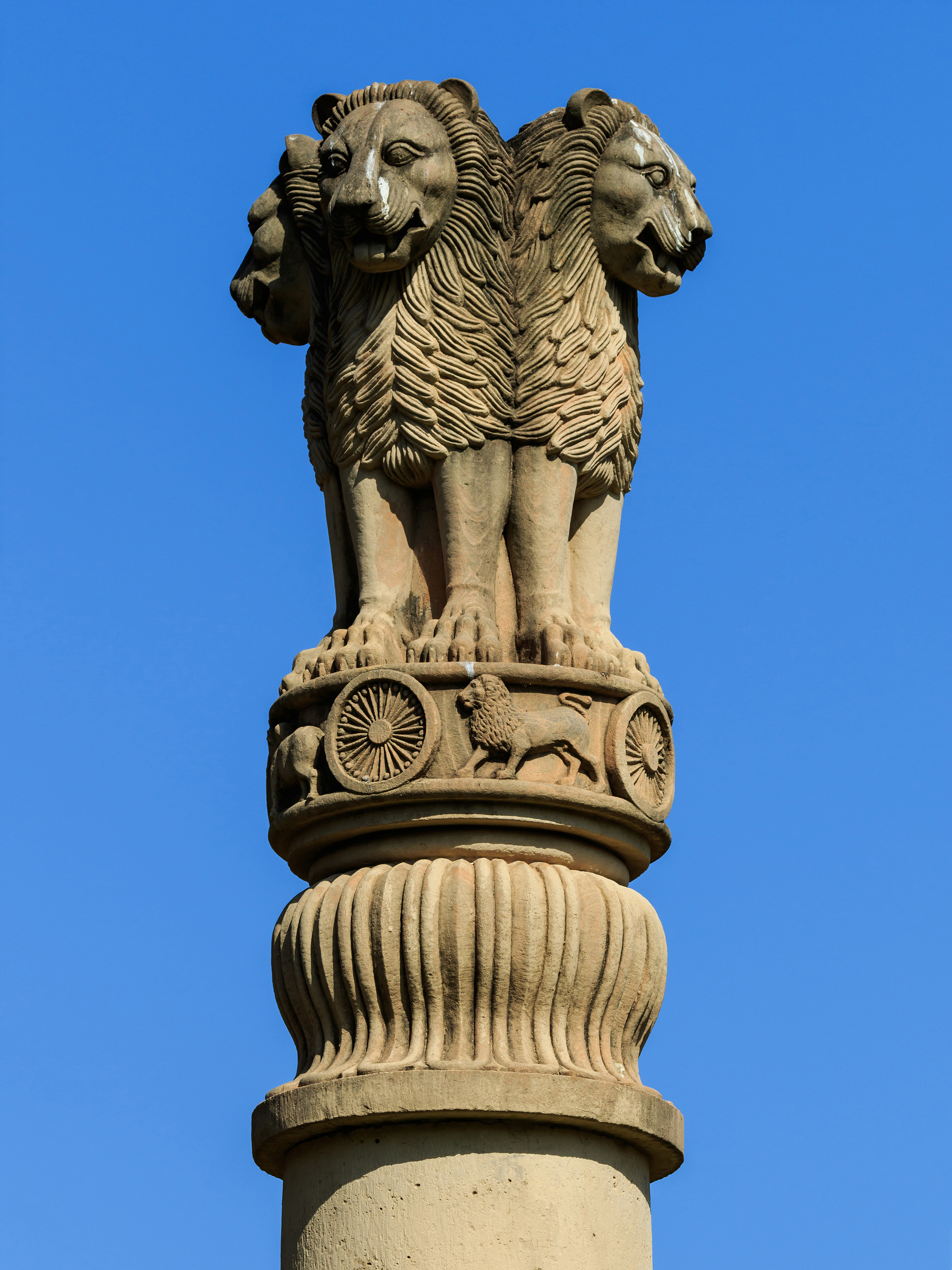
Escut de l'Índia amb la imatge del Capitell dels Lleons de Sarnath. A la part inferior apareix el lema nacional: सत्यमेव जयते (Satyameva Jayate), «Tan sols la veritat triomfa»

El monument característic d'aquest període és l'stupa, túmul funerari que servia de reliquiari –contenia relíquies corporals de Buda, que el rei Aixoka repartí entre les principals ciutats del seu imperi–, alhora que tenia caràcter commemoratiu, ja que la planimetria simbolitzava l'univers: sobre una gran plataforma (medhi) que representava la Terra se situava una cúpula semiesfèrica que representava la volta celeste, aplanada a la part superior, on se situava una estacada quadrangular (harmika) amb una estructura en forma de pal (yashti) que simbolitzava l'eix del món, i tres discs decreixents en forma d'ombrel·la (chhattravala) que representaven les tres joies del budisme (Buda, la llei i els monjos). La forma circular permetia la deambulació (pradakshina) dels fidels al voltant de l'stupa, seguint el curs del Sol. Estava rodejat d'un mur amb quatre portes (toranes) dirigides als punts cardinals, decorades amb relleus d'animals, déus hindús i escenes de la vida del Buda –encara que sense la seva imatge–. En aquest període, marcat pel budisme theravada, la representació de Buda no era humana, sinó simbòlica, amb diversos signes com el lleó –emblema del clan Śākya al qual pertanyia Buda–, la cargola –veu de Buda–, el bodhi –arbre de la il·luminació–, el dharma-txakra –roda de la llei–, el Buddhapada –empremta de Buda–, la flor de lotus –símbol de puresa–, etc. Destaquen per la qualitat i conservació els stupes de Sanchi, Bharhut i Bodh-Gaya.

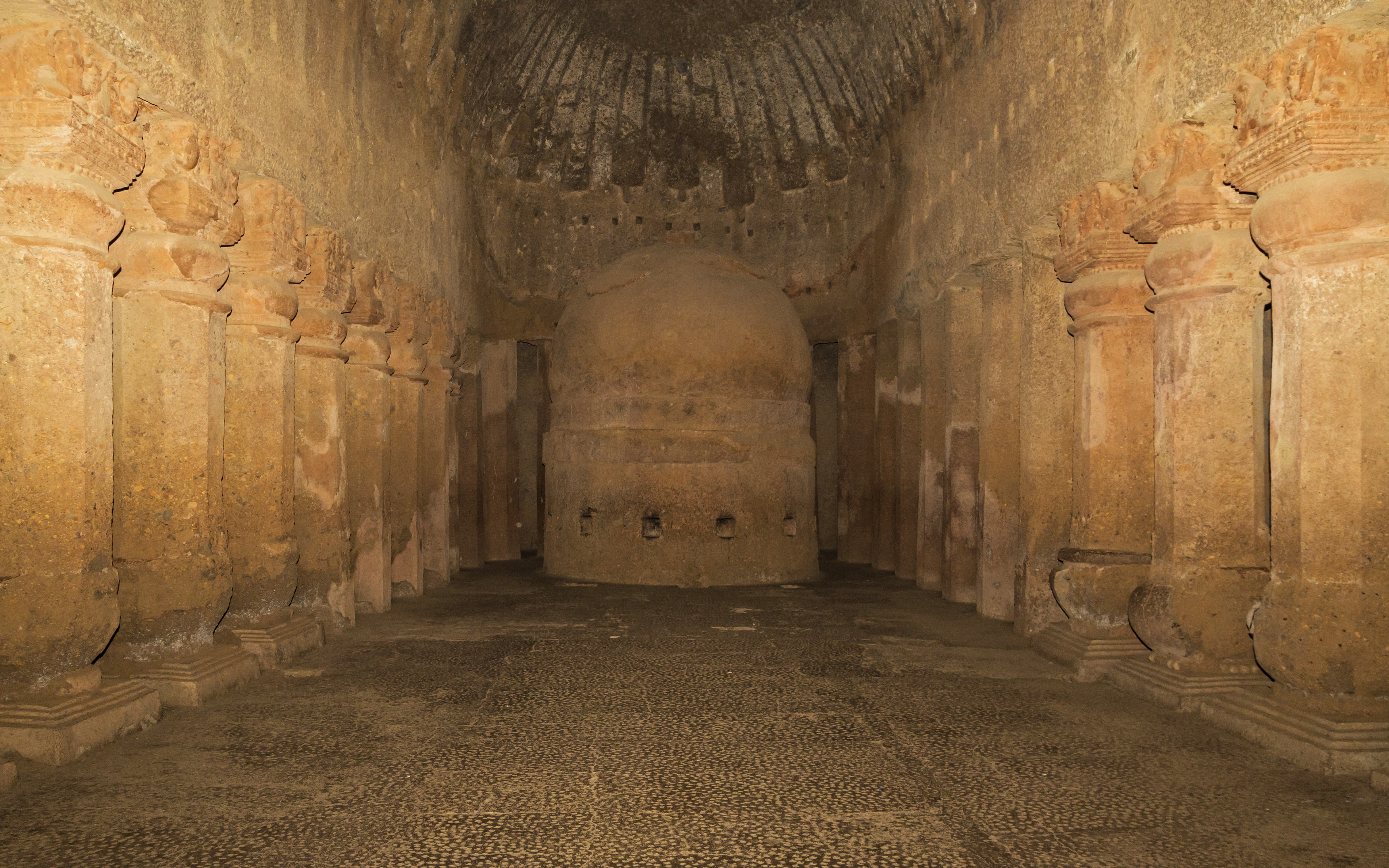
Interior d'un vihāra a Kanheri (Bombai); al fons es pot observar un stupa

L'arquitectura estava íntimament lligada a la natura: destaquen –a més de l'stūpa– dues tipologies d'edificis diferenciades: el santuari (chaitya) i el monestir (vihāra). Generalment eren santuaris rupestres, excavats en coves i vessants de muntanyes, on l'escultura tenia un paper fonamental, a què sovint estava supeditada la mateixa arquitectura. El chaitya sol tenir planta absidal amb tres naus i volta de canó, formada per una successió d'arcs kudu (típic arc indi de forma lleugerament apuntada) i sostinguda sobre pilars. El vihāra ('lloc de reunió') té planta quadrada, al voltant de la qual es col·loquen les cel·les dels monjos amb un sistema arquitravat de coberta plana. Entre les construccions d'aquesta època destaca el chaitya de Karli, excavat a la roca, amb una façana on destaca l'arc conopial, i l'interior dividit en una nau i diversos passadissos amb un sistema de columnes de capitell campaniforme i relleus amb figures humanes i d'elefants, amb un petit stupa al fons, a manera d'absis.
L'escultura es desenvolupà principalment als capitells, amb influència persa en la representació d'animals, i malgrat un accentuat hieratisme destaca pel seu modelat i equilibri de masses que seran arquetípics en la posterior escultura índia. L'alt relleu era més estàtic, mentre que el baix relleu tenia caràcter més narratiu: embellia les balustrades (vedika) i les portes (torana) dels stupa. Sorgiren els primers tipus iconogràfics indis amb la representació de les yakxis (esperits de la natura), generalment en forma de dones nues adornades amb joies, com es pot veure a la porta est de l'stupa de Sanchi. Aquestes figures solien representar-se en tribhanga ('triple flexió'), una postura amb un sinuós moviment que forma tres corbes, típica de l'escultura índia des de llavors. Aquest tipus de representacions inicià el gènere de l'art eròtic a l'Índia, encara que per a la cultura hindú el sexe era una forma d'oració, de manera que aquestes imatges presenten una síntesi de sensualitat i espiritualitat.

#### Art de Gandhara (segles I aC - I dC)

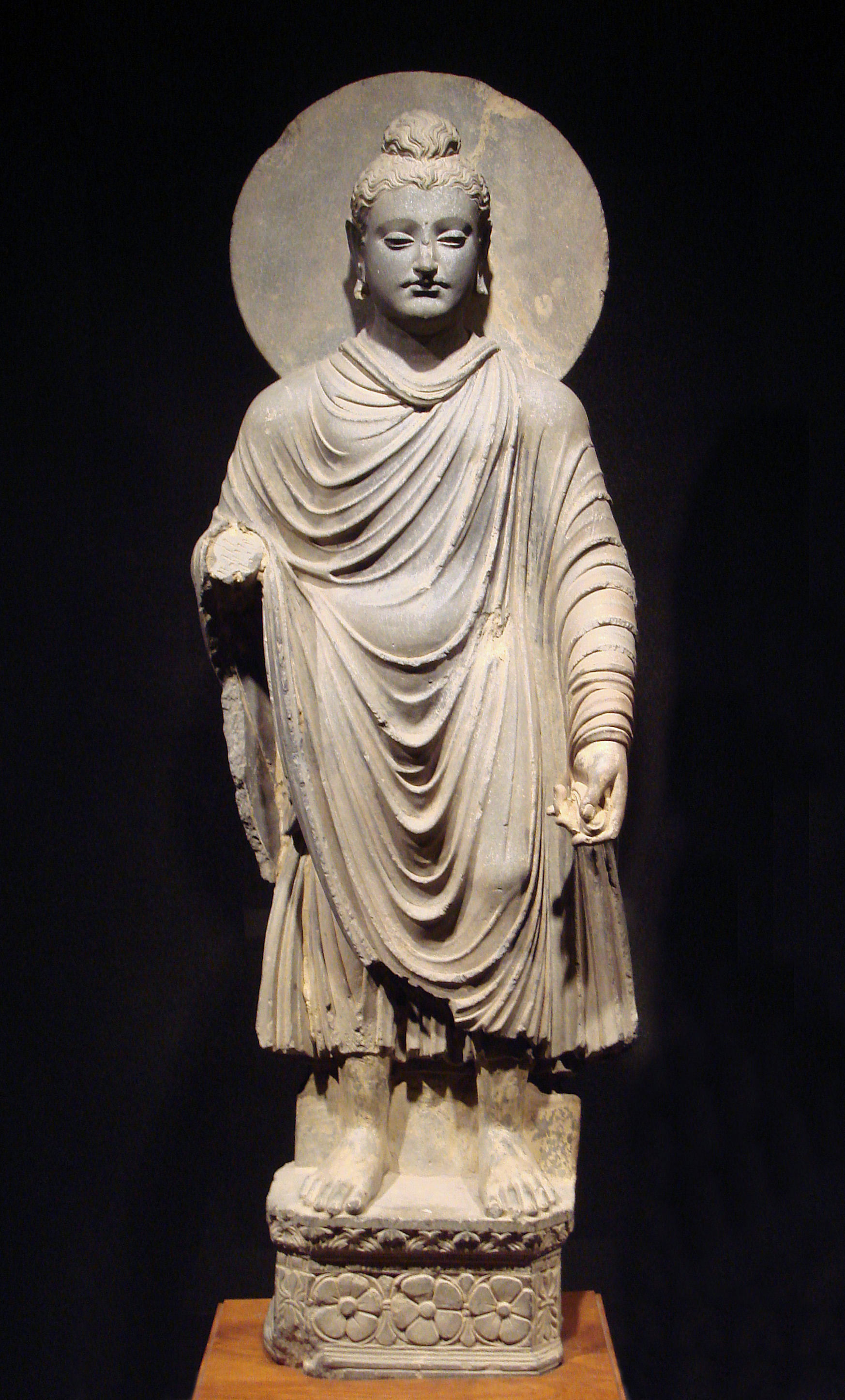
Buda de Gandhara

Després de l'extinció de l'Imperi maurya, l'Índia es dividí en petits regnes: d'una banda, els hindús i indogrecs (dinasties Xungga i Andhra); d'altra, els indoescites (dinastia kuixan). L'art de Gandhara es desenvolupà a l'àmbit indogrec, de tradició grecobudista, amb influència hellenística i sassànida: destaca per les primeres representacions directes de la imatge del Buda –canvi propiciat pel budisme mahayana–, que començà a ser venerat com un déu, junt a un panteó de figures com els bodhisattvas o aquells que renunciaren al nirvana per ensenyar la salvació a les persones.
Sorgí així la iconografia més típica de Buda (lakxana): se solia representar amb el mandala, aurèola o nimbe de santedat; la ushnisha, flocall o protuberància cranial que denota un coneixement superior; l'urna, flama o cercle lunar a l'entrecella, simbolitzant la il·luminació; els lòbuls de les orelles allargats, símbol de saviesa; plecs al coll, símbol de felicitat; un mantell monacal, que representa l'austeritat; i la mà dreta donant la benedicció o en determinats gestos anomenats mudras.
Aquestes figures s'inspiraren en obres gregues i romanes, especialment pels vestits amb marcats plecs, que deixen entreveure el moviment del cos, generalment en un suau contrapposto. I la idealitzada expressió del rostre, que denota pau i serenitat, recorda algunes imatges de l'Apollo del món grecoromà.
En el terreny de l'arquitectura, els monestirs estaven formats per santuaris, cel·les i sales de reunió, com el vihāra de Takht-i-Bahi, prop de Peshawar. Evolucionà la tipologia de l'stupa: la cúpula se situava sobre un alt tambor cilíndric col·locat sobre una base quadrada. Un bon exemple n'és el de Kanishka, a Peshawar. L'Imperi kuixana es beneficià del comerç procedent de la ruta de la seda: exportaven de l'Índia espècies, metalls i pedres precioses, mentre que importaven de la Xina seda, jade i articles exòtics. A Kapisa (al nord de Kabul), ciutat d'estiueig dels Kuixana, es va trobar un tresor de marfils llaurats de l'Índia, laques xineses, bronzes romans i vidre alexandrí, prova de les fèrtils relacions comercials entre la Mediterrània a l'Orient Llunyà.

#### Art de Mathura (segles I-IV)

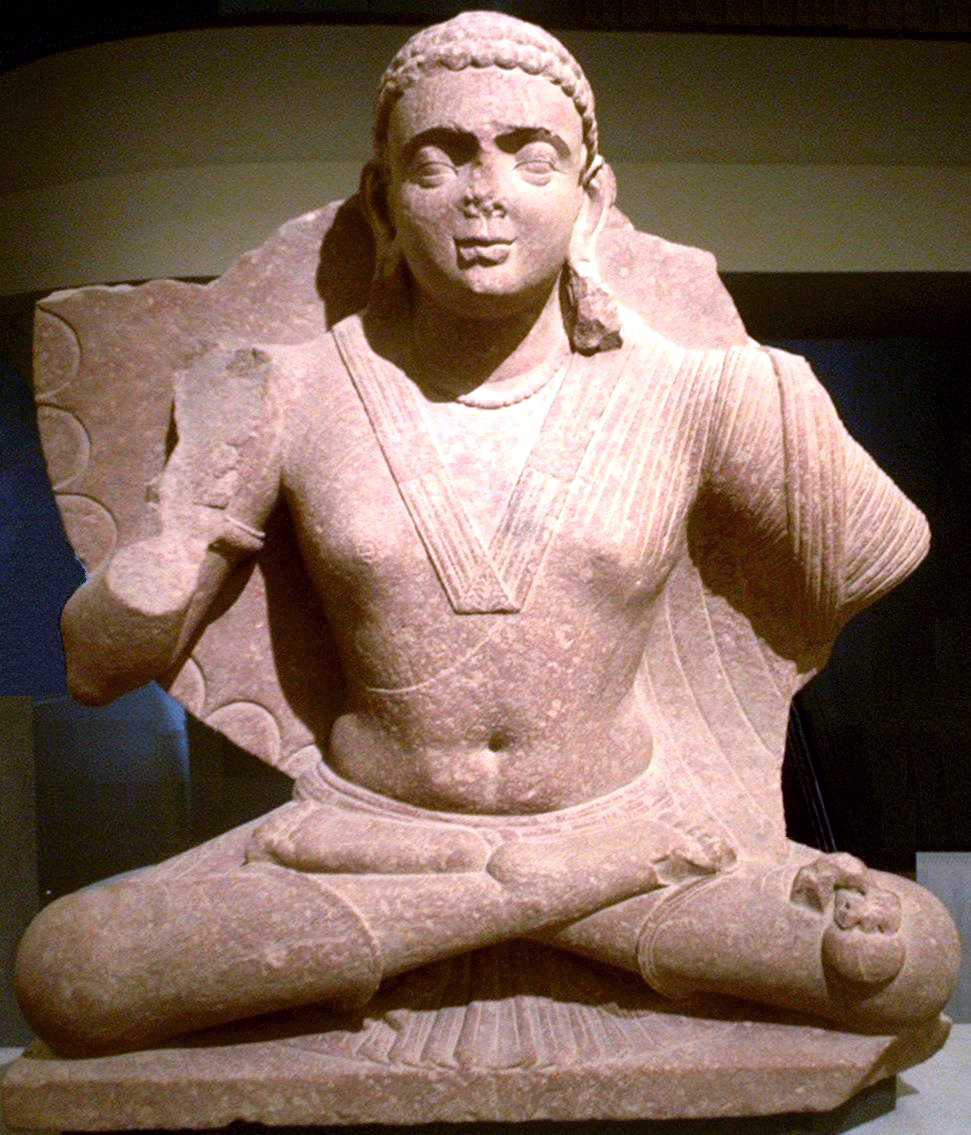
Imatge de Maitreya, bodhisattva de la veritat (segle II)

Aquest estil es localitza a la ciutat de Mathura, a la conca superior del Ganges, entre Agra i Delhi, capital del regne Kuixan. Desenvoluparen una important escola artística que es difondria per la resta de l'Índia i influenciaria l'art gupta. Ens han arribat poques representacions d'aquest període per la destrucció produïda per la invasió islàmica. L'estil mathura barrejava elements tradicionals indis amb motius grecoromans: cal destacar la sèrie de marfils de l'aixovar d'una princesa trobats a Bagram. La imatge de Buda era més purament índia que a Gandhara: es representava generalment assegut, amb les cames encreuades en postura de ioga i amb rodes incises a mans i peus. Quan apareix envoltat d'altres figures, és major que aquestes, mostrant un ordre representatiu de tipus jeràrquic.

#### Art d'Amaravati (segles II-III)
La ciutat d'Amarāvatī se situa a la vall inferior del riu Krishna (Andhra Pradesh). Fou un estil coetani del de Mathura, també d'influència grecoromana com ho demostren les restes trobades a Virapatnam (Pondicherry). Com els estils anteriors, les seves obres principals són monestirs i stupes: destaca el gran stupa d'Amaravati, de 30 metres d'alçada. L'escultura es caracteritza per una composició centrada i personatges col·locats generalment en grups, sense deixar quasi espais buits, amb un peculiar somriure als rostres femenins i reinterpretant els estils anteriors en un llenguatge eclèctic. Buda és representat de vegades amb aspecte humà i de vegades com a símbol: generalment una roda, que s'associava al disc solar, però també un cavall –que muntava quan renuncià a la vida mundana– o una figuera –l'arbre de la saviesa sota el qual predicava–.

#### Art gupta (segles IV-VIII)

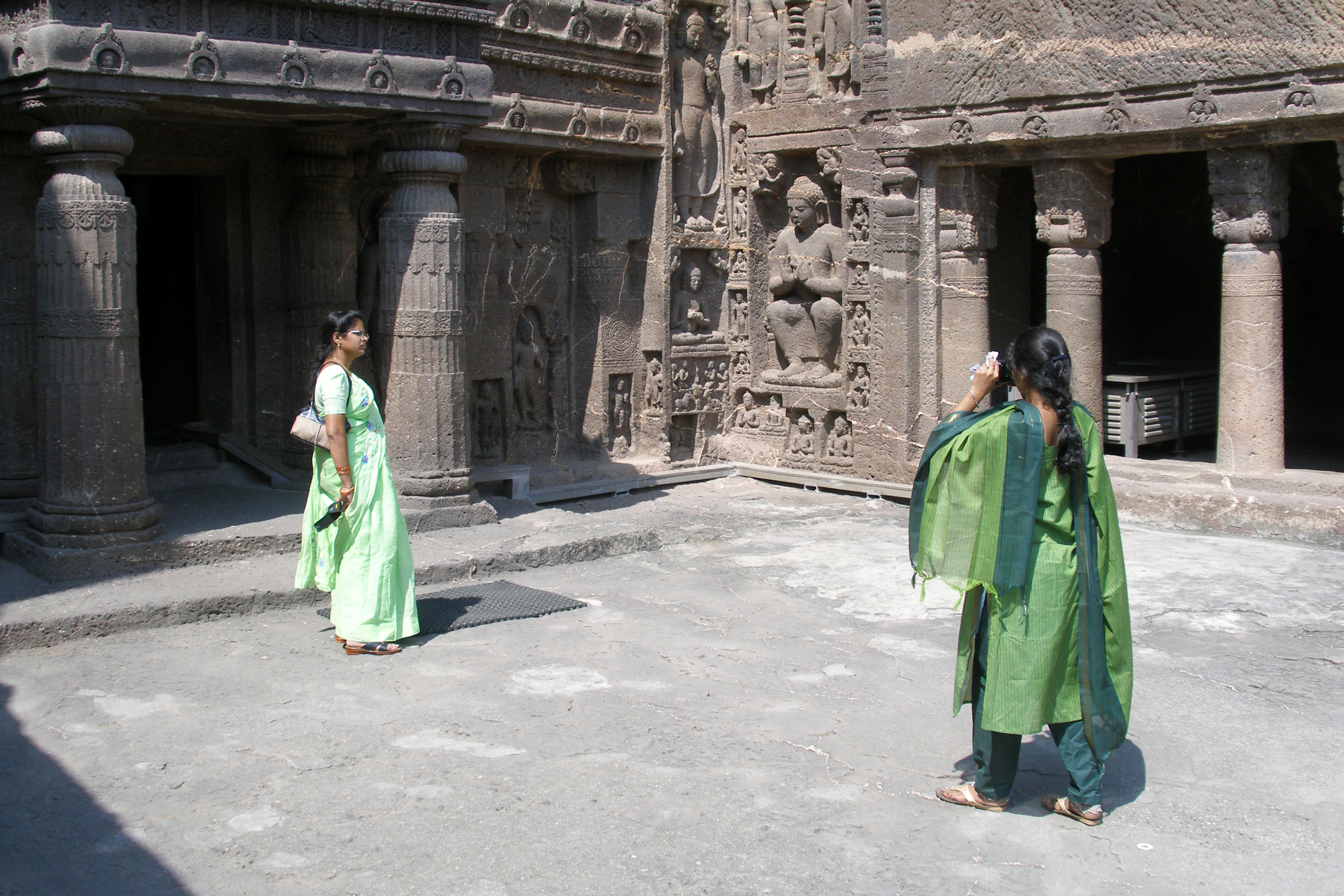
Entrada a les coves d'Ajanta

L'època gupta és la més arquetípica de l'art indi, l'època clàssica per excel·lència. És l'època d'expansió del budisme per la resta d'Àsia, de la creació dels grans sistemes filosòfics com el vedanta i de la literatura dramàtica (kalidasa). El seu art és una evolució dels estils anteriors, caracteritzat pel purisme formal, l'harmonia de proporcions i la idealització de la figura humana. Els stupes són més verticals i atorguen major rellevància a la decoració escultòrica, realitzada en baixos relleus de pedra i revestiments d'estuc; en destaquen els de Sarnath, Rajagriha i Nalanda. Les seves principals realitzacions són els grans santuaris rupestres o vihāra (Ajanta, Aurangabad), Ellora, Elephanta i els temples a l'aire lliure (Chezarla, Bhitargaon, Bodh-Gaya, Sanchi, Deogarh o Sirpur).
Destaca especialment el temple d'Ajanta (segles II-VI), amb un conjunt de trenta coves (5 chaityas i 25 vihāras) excavades a la roca (basalt volcànic), amb santuaris, sales de reunió i habitacions per als monjos, que aglutinen totes les manifestacions artístiques: arquitectura, escultura i pintura. D'aquestes coves setze estan decorades amb pintures murals, realitzades amb pigments vegetals i minerals sobre una capa d'argila barrejada primer amb palla i després amb calç. La temàtica està centrada en la vida del Buda i en els contes populars budistes jataka, encara que també hi ha escenes quotidianes i de la natura. Als frescos d'Ajanta s'aglutinaren l'antic naturalisme hindú amb el misticisme del budisme mahayana. Destaca el famós Bodhisattva del lotus blau (550): es tracta del bodhisattva Avalokiteśvara (anomenat Guanyin a la Xina i Kannon al Japó), representat més gran que el natural i rodejat de nombroses figures i animals sense ordre ni perspectiva. Està en postura d’abhanga (doble flexió), i les seves harmonioses faccions tradueixen l'ideal de bellesa de la literatura de l'època, com els ulls en forma de pètal de lotus i les celles corbades com un arc indi.

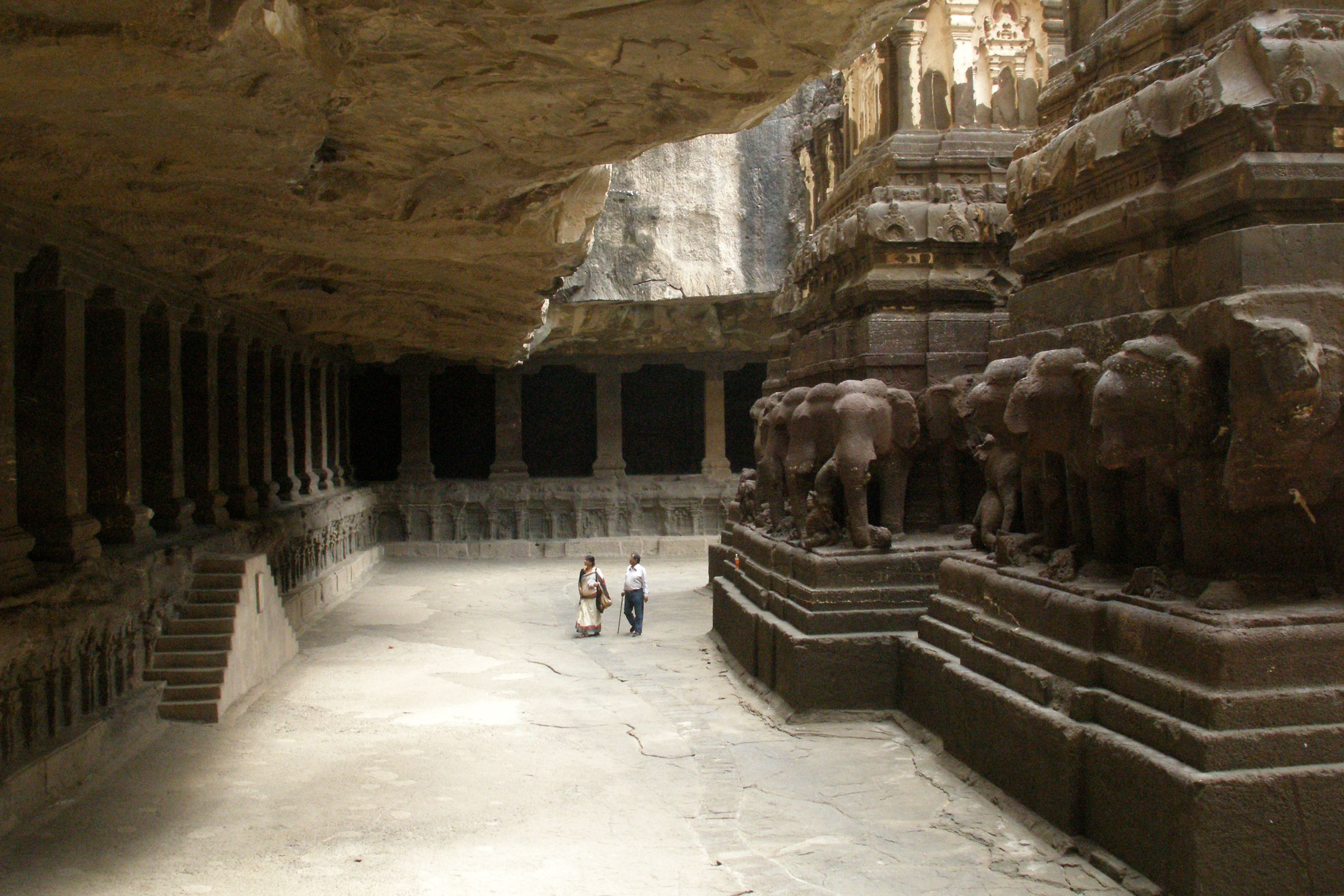
Temple de Kailasanatha, Ellora (750-850)

Ellora és un dels millors exemples d'arquitectura i escultura hindú: el temple de Kailasanatha (750-850), dedicat a Xiva, està excavat en roca volcànica, amb un ample pati de quasi cent metres de llarg, amb edificis de dues plantes i grans columnes exemptes. Està cobert al seu exterior i interior per relleus de figures humanes en diverses posicions i actituds, des de les pràctiques sexuals fins a la lluita, el ball, la meditació o fins figures que semblen volar. També apareixen alguns elefants de mida natural. L'escena principal, de quasi quatre metres d'alçada, mostra els déus Xiva i Pàrvati dalt d'una muntanya sacsejada per Ravana, un dimoni de múltiples braços i caps. El temple principal està dedicat novament al lingam, situat al sancta sanctorum del temple. En aquest temple habitaren tant monjos budistes com bramans hindús, clar exemple de la convivència pacífica d'aquestes religions.
El temple d'Elephanta se situa en una petita illa de la badia de Bombai. El seu nom prové de l'escultura d'un elefant a l'accés del temple, i li va ser donat pels portuguesos el 1712. Aquest temple destaca pels seus magnífics alts relleus, especialment un enorme bust de Xiva Mahadeva (segle vi) de sis metres d'alçada, representat amb tres caps (trimurti), un de masculí, altre de femení i altre d'androgin, que simbolitzen els principis destructiu i constructiu i l'essència divina o absolut. Però la capella principal està dedicada al lingam, el símbol sexual masculí, principal atribut de Xiva, representat per un cilindre monolític.

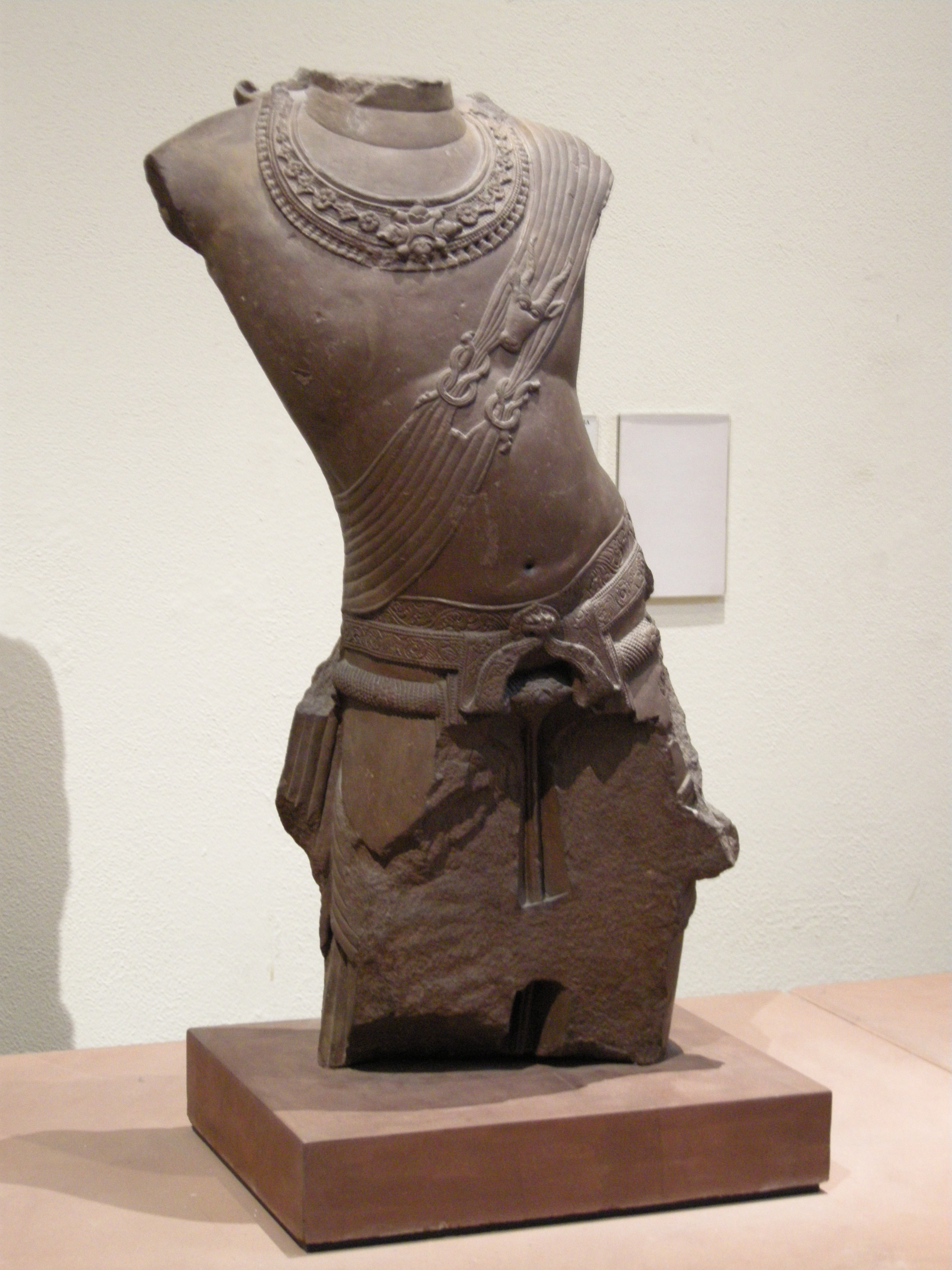
Tors de bodhisattva procedent de Sanchi

L'escultura d'aquesta època és serena i equilibrada: representa Buda de forma idealitzada i amb una dolcesa i espiritualitat procedents de l'estil de Mathura. La principal representació continuà sent la de Buda jaient al tron, en actitud de meditació, amb les cames encreuades en postura de ioga i les mans en diverses posicions o mudres –que constitueixen un llenguatge de signes esotèric–, com el Buda Mestre procedent de Sarnath (segle v). En general, l'escultura es caracteritzà per la suavitat de les línies i la perfecció dels rostres que denoten una bellesa ideal però d'un to místic, i un lleuger moviment tipus tribhanga que traslluïa alhora sensualitat i espiritualitat, tret característic de l'escultura índia, com es percep al Tors de bodhisattva procedent de Sanchi (segle v), que conjuntament a la polidesa de la pell manifesta una gran precisió en les joies i els vestits. Al temple de Dashavatara a Deogarh destaca un relleu de Vixnu Anantasayin (segle v), que apareix adormit sobre la serp Ananta, conjuntament amb altres déus com Lakxmi, Brahma, Indra i Xiva, narrant manifestacions o avatars dels déus hindús descrits al Bhagavad Gita.
L'art gupta es va estendre per quasi tot el Dècan, generant una sèrie d'estils que habitualment s'anomenen «posgupta»: els Chalukya l'empraren als temples de Pattadakal, Aihole i Badami (550-750), i els Pallava el posaren de manifest al seu complex arquitectonicoescultòric de Mahabalipuram. A Mahabalipuram (Patrimoni de la Humanitat el 1984) destaca un gran relleu del Descens del Ganges, de 27 metres de llarg per 9 d'alçada, realitzat sobre una roca de granit. Consta de més de 100 figures de déus, humans i animals, i en destaquen uns elefants de mida natural. En aquesta localitat es van tallar també tres grans roques en forma d'elefant, lleó i brau, així com cinc temples monolítics de granit en forma de carros (Pancha Rathas, 'Cinc carros'), amb relleus amb figures humanes o d'animals. A Bengala, les dinasties Pala i Sena continuaren la tradició gupta, encara que amb una major majestuositat i una expressió més impersonal. L'stupa estil Pala, de cúpula en forma de bulb, es transmeté al Nepal i el sud-est asiàtic, principalment Tailàndia, Birmània i Cambodja.

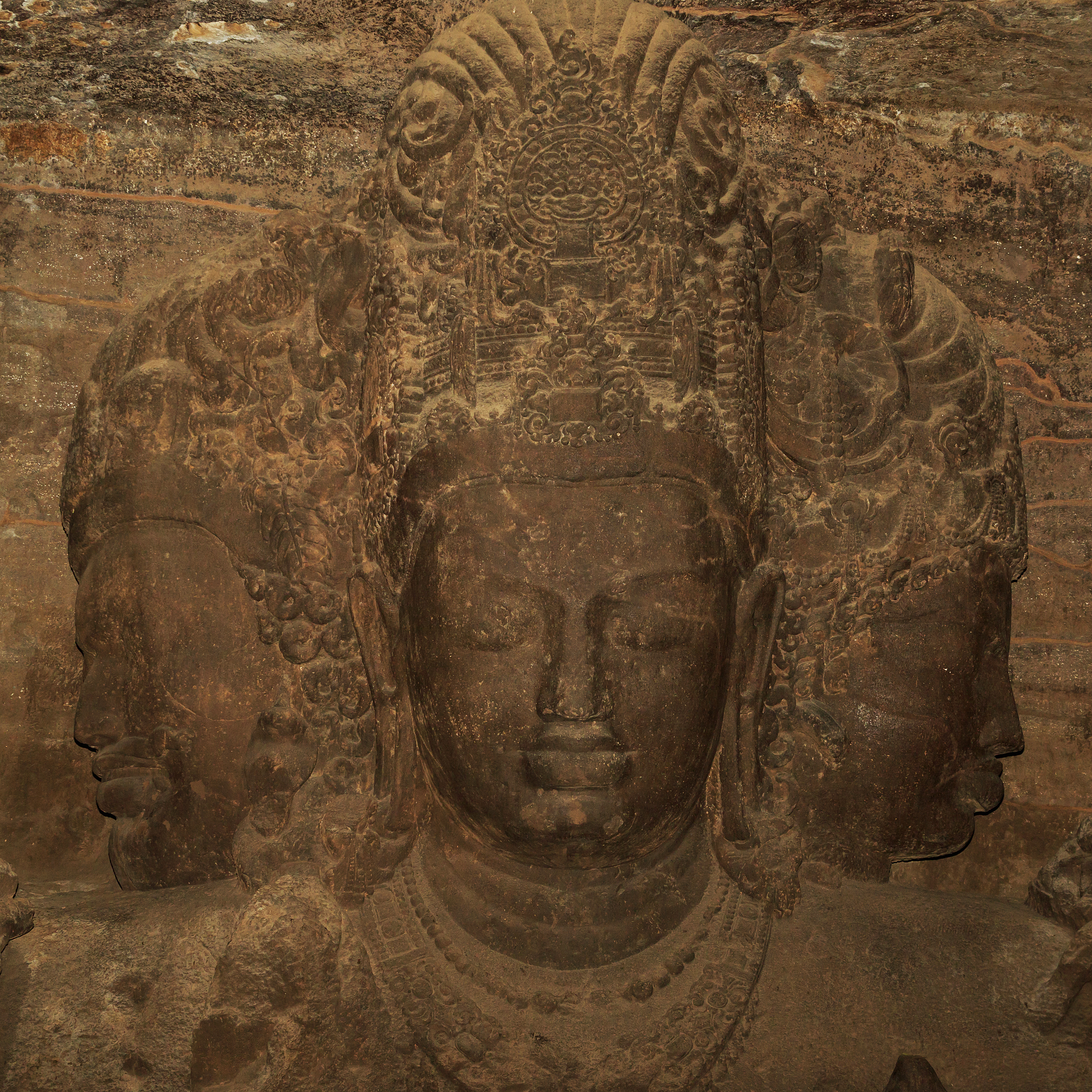
Bust de Xiva Mahadeva amb tres caps (trimurti), temple d'Elephanta (segle vi)
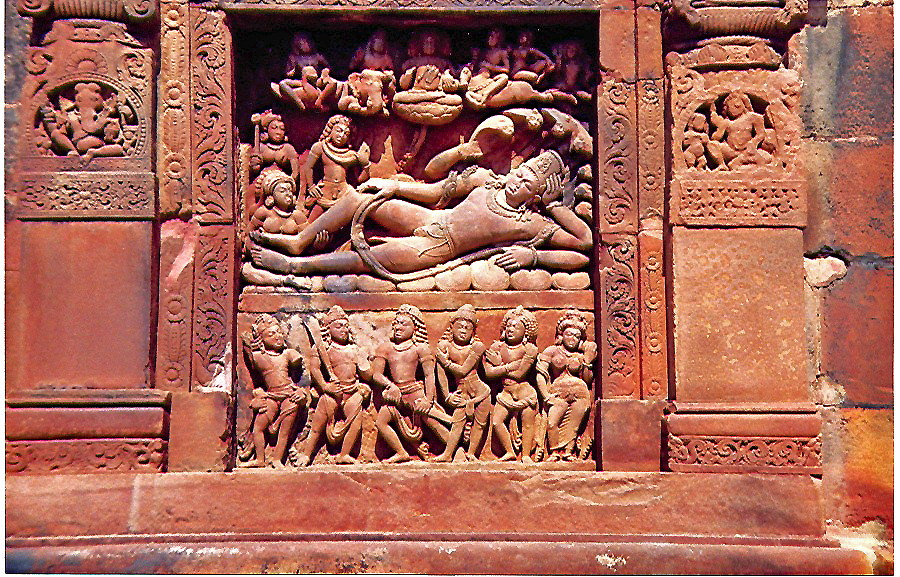
Relleu de Vixnu Anantasayin, temple de Dashavatara a Deogarh (segle v)
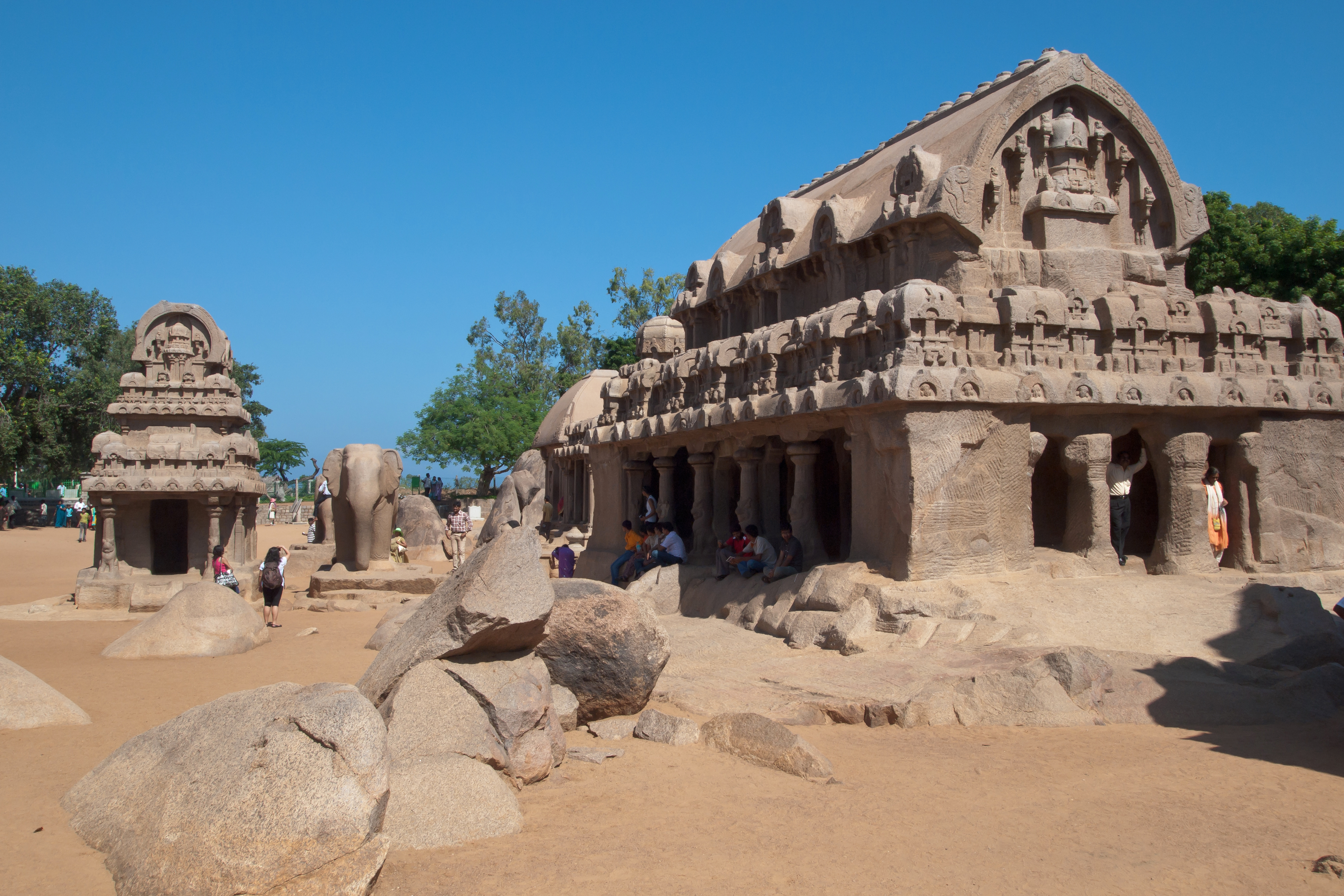
Pancha Rathas ('Cinc carros'), temples monolítics de Mahabalipuram
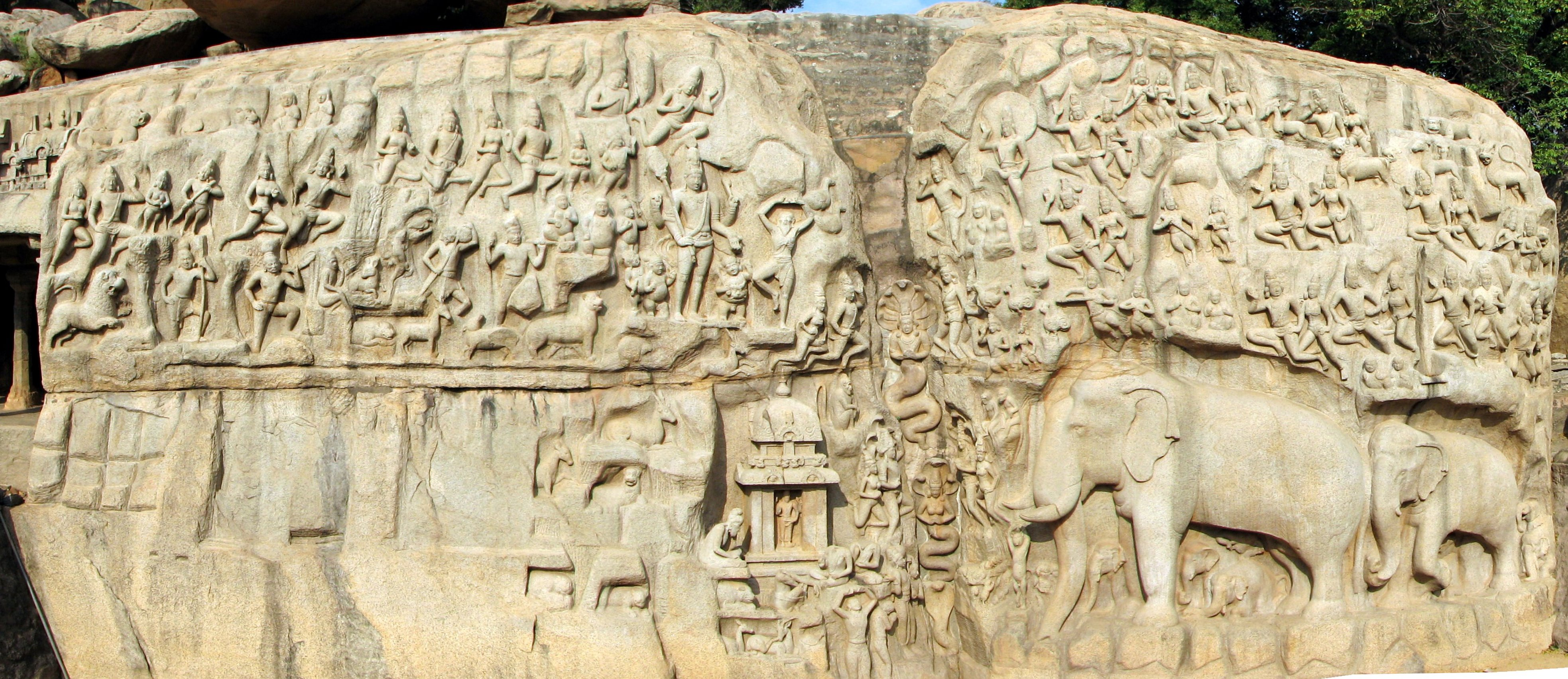
Descens del Ganges, Mahabalipuram

### Art hindú (segles VIII-XIII)

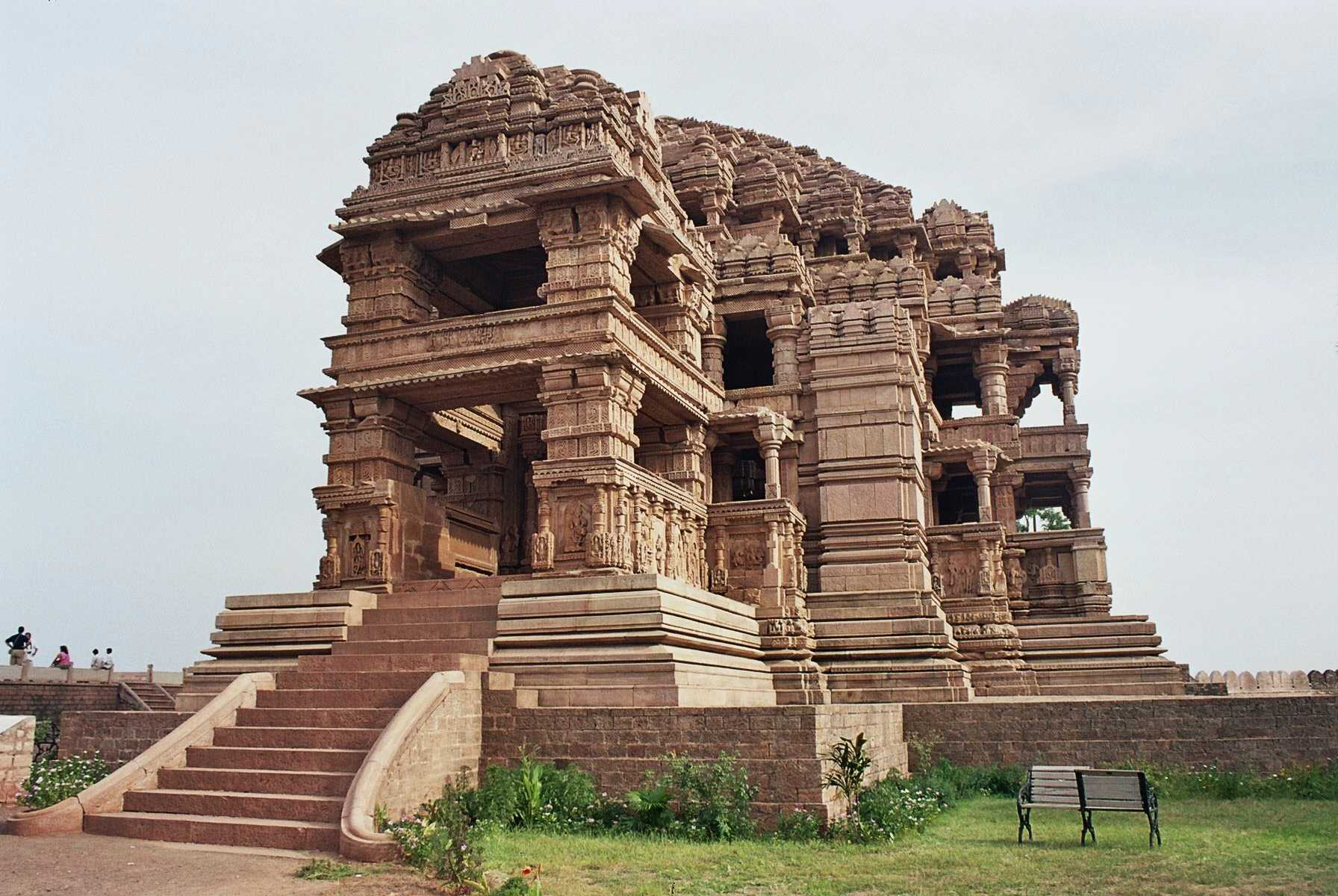
Temple de Gwalior

Després de la invasió dels huns blancs o heftalites, l'Índia novament es dividí en petits regnes que lluitaven contínuament entre si. Al nord i a l'oest s'establiren els rajputs ('fills de rei'), clans guerrers que formaren diverses dinasties (Rashtrakuta, Pratihara, Solanki, Chandella) que crearen diversos estils artístics que sobrevisqueren fins a l'època mogol. El budisme va perdre força envers l'hinduisme, que es reinstaurà com a religió nacional. Durant aquest període pervisqueren els estils anteriors accentuant les formes bramàniques. Es construïren nombrosos temples gràcies a donacions dels reis terratinents, que a més del temple posseïen grans extensions de terra afavorint un sistema social de tipus feudal. L'arquitectura d'aquesta època es divideix en dues tipologies: «l'edifici cobert i la piràmide», característic de l'art dràvida (vimana de Tanjore, segle xi, dinastia Chola; Chidambaram, segles xiii i xiv, dinastia Pandya); i «l'edifici amb teulada curvilínia» (temples de Gujarat i Kathiawar).
Els temples hindús (nagara) se solien construir al voltant d'antigues capelles sacerdotals que custodiaven imatges de déus o símbols sexuals (lingam i ioni), sobre les quals es construïa un edific circular per a la deambulació sagrada; quedaven les capelles com a garbha-griha ('cambra matriu'). Endavant s'estenia un porxo o terrassa amb diverses sales (mandapa), i dominava el conjunt la torre o xikhara, que projecta el temple cap a dalt (novament la torre vertical com a element masculí sobre el garbha-griha com a element femení). Generalment la planta de l'edifici se situava en posició est-oest, seguint el moviment del sol, i les obres de construcció es planificaven segons estudis astrològics. Les mesures seguien una curosa escala de proporcions, emulant l'estructura de l'univers. Utilitzaven un sistema arquitravat i, encara que coneixien l'arc i la volta, no els empraven –no serien elements típics a l'Índia fins a l'arribada dels musulmans–. La decoració escultòrica se situava preferentment a l'exterior, mentre que l'interior solia ser fosc per a no desviar l'atenció del culte sagrat.

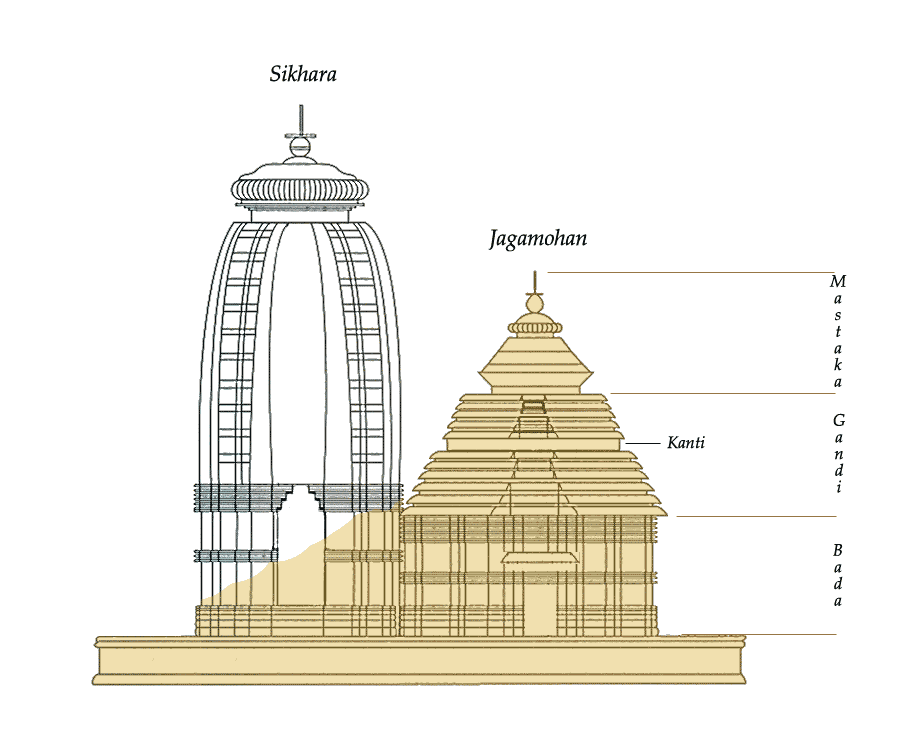
Secció del temple de Surya a Konark, que mostra la forma d'un sikhara

Es desenvoluparen quatre estils principals de nagara: el d'Orissa, construït en gres vermell amb volums juxtaposats comunicats per un estret passadís (temple de Lingaraja a Bhubaneswar, temple de Surya a Konark); el de Bundelkhand, en gres cremós, amb sales constituïdes en multitud de columnes i pilars (temple de Khajuraho); el de Rajputana, amb grans sales (natyamandapa) destinades a cerimònies cortesanes i danses sagrades (temple de Chaturbhuja a Gwalior); i el de Gujarat, amb una magnífica escultura de marbre translúcid (temples del mont Abu).
Entre els segles x-XI es produí l'art de Khajuraho (Madhya Pradesh), capital religiosa dels Chandella, una dinastia que governà aquesta part de l'Índia entre els segles X i xii. És considerat el màxim exponent de l'art indoari per l'elegància dels seus temples i l'escultura que els embelleix. Originàriament hi havia uns 80 temples dels quals resten 22 en bon estat de conservació. Tota la zona ocupa una àrea de 21 km². Destaca el temple de Khandariya Mahadeva (de prop de l'any 1000), construït sobre una plataforma que dirigeix al porxo, amb el santuari i el xikhara al fons. En particular, l'escultura d'aquesta època fou d'una gran qualitat, en cicles de temes llegendaris, mitològics i eròtics. Aquest temple és un dels que més profusament representà escenes de l'erotisme tàntric, amb diversos grups (mithunas) disposats en frisos (kama-bandha) desenvolupant diverses postures eròtiques. El conjunt de Khajuraho fou declarat Patrimoni de la Humanitat el 1986.
El temple de Lingaraja a Bhubaneswar (1100) està dedicat a Xiva. És un conjunt de diversos edificis on destaca el sikhara, en forma de torre massissa que es va corbant amb l'alçada, culminant en un pinacle amb un disc de pedra (amalaka) i un vas ornamental (kalasa). Les parets exteriors estan decorades amb escultures, mentre que la cella interior conté un lingam en forma de bloc de granit sobre el ioni. És de remarcar que el xikhara està decorat exteriorment amb relleus en miniatura del mateix xikhara, exemple de la fascinació que els hindús tenien pels nombres i la multiplicació d'elements.

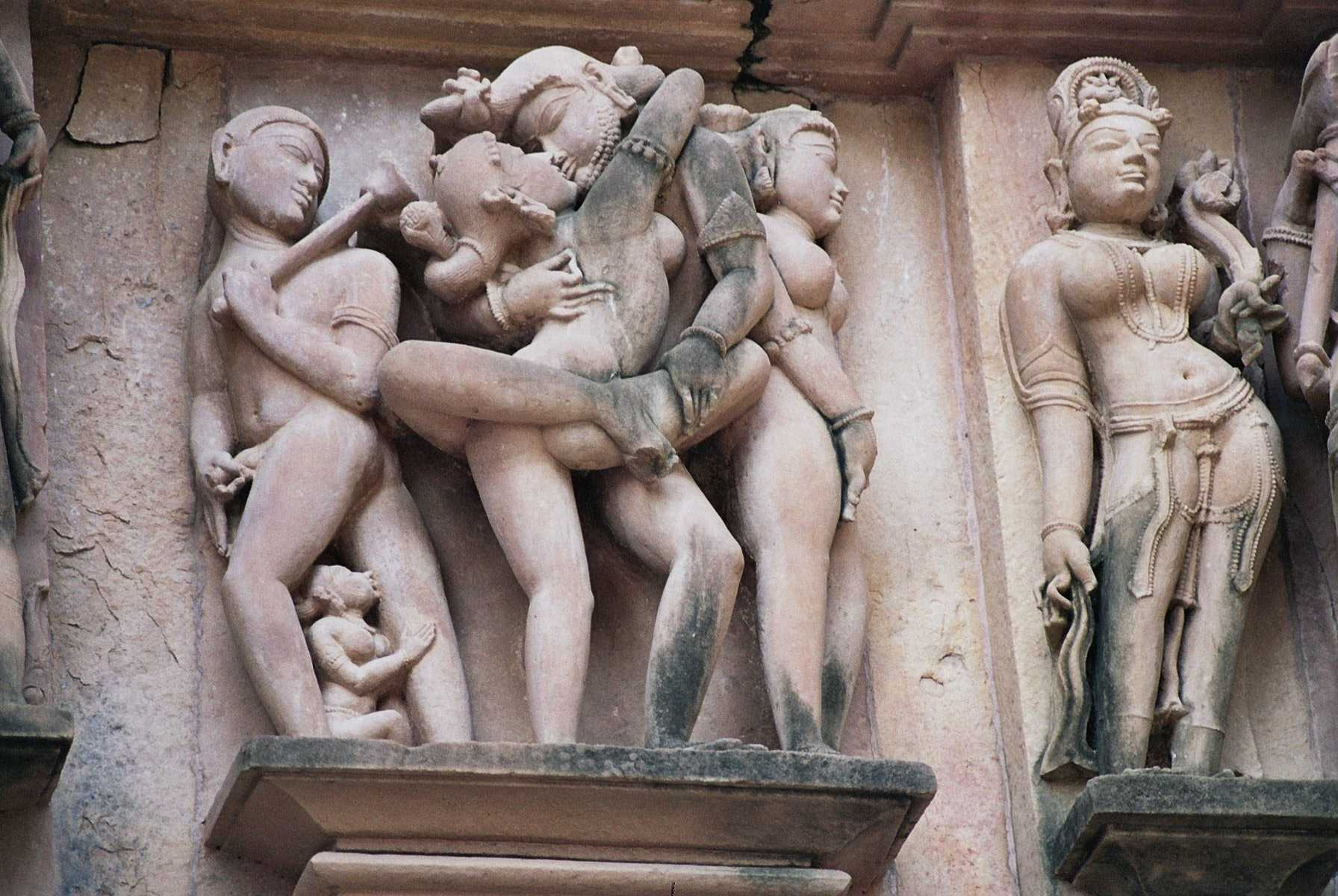
Mithuna o escena eròtica del temple de Khajuraho

El temple de Surya (déu del sol) a Koṇārak (1240-1258) és un magnífic exemple de l'arquitectura de l'època, encara que desgraciadament tan sols es conserva la mandapa, i se n'ha perdut tota l'estructura superior. Es construí en forma de carro, amb cavalls esculpits i rodes a la base del temple. Fou declarat Patrimoni de la Humanitat el 1984. Un altre exponent n'és el temple de Keśava a Somnathpur (1268), construït al contrari que la majoria, en un format horitzontal, amb tres santuaris en forma d'estel i una mandapa rectangular, amb una profusa decoració escultòrica. També cal destacar els Grans temples vivents Chola (segles xi i xii), entre els quals es troben el temple Brihadiśvara a Thanjavur, el temple de Gangaikondacholisvaram i el temple Airavateśvara a Darasuram.
L'escultura d'aquesta època seguí desenvolupant-se als relleus dels temples, en figures aïllades o escenes narratives, generalment sobre els cicles mitològics hindús, encara que abundaren les escenes eròtiques, en postures sexualment explícites, sobretot a Khajuraho i Konarak. Aquestes escenes se solen relacionar amb el tantrisme, així com el Kamasutra, encara que el sexe sempre ha estat lligat a la religió hindú com a vehicle d'ascensió espiritual. Conjuntament a l'escultura en pedra es desenvolupà la realitzada en bronze, especialment a Bengala i Bihar (de tema budista) i Tamil Nadu (de tema hindú). També es desenvolupà l'escultura exempta, igualment en bronze: en destaquen les representacions de Xiva Nataraja ('senyor de la dansa'), especialment a Tamil Nadu sota la dinastia Chola (segles IX-XIII). Se sol representar amb quatre braços i llargs cabells, un tambor en una mà (el so com a element creatiu) i una flama en altra (el foc com a element destructiu), i envoltat d'un anell de flames que simbolitza el procés vital de l'univers. Una altra notable realització d'aquesta època fou l'estàtua de Gomateshwara (978-993), una imponent figura de 17 metres d'alçada que representa al gran mestre jainista Bahubali.

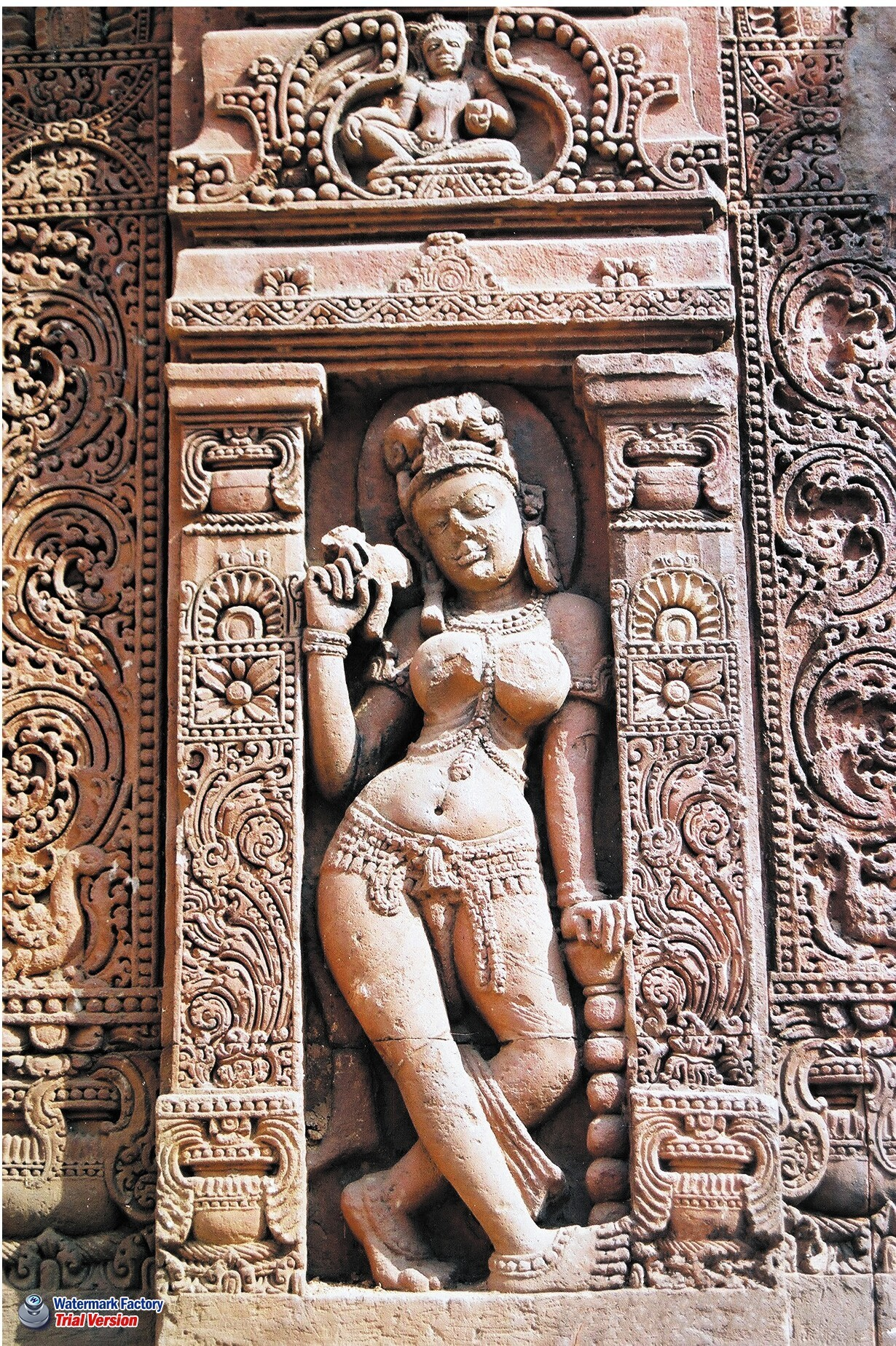
Figura de yakxi del temple de Lingaraja a Bhubaneśvara
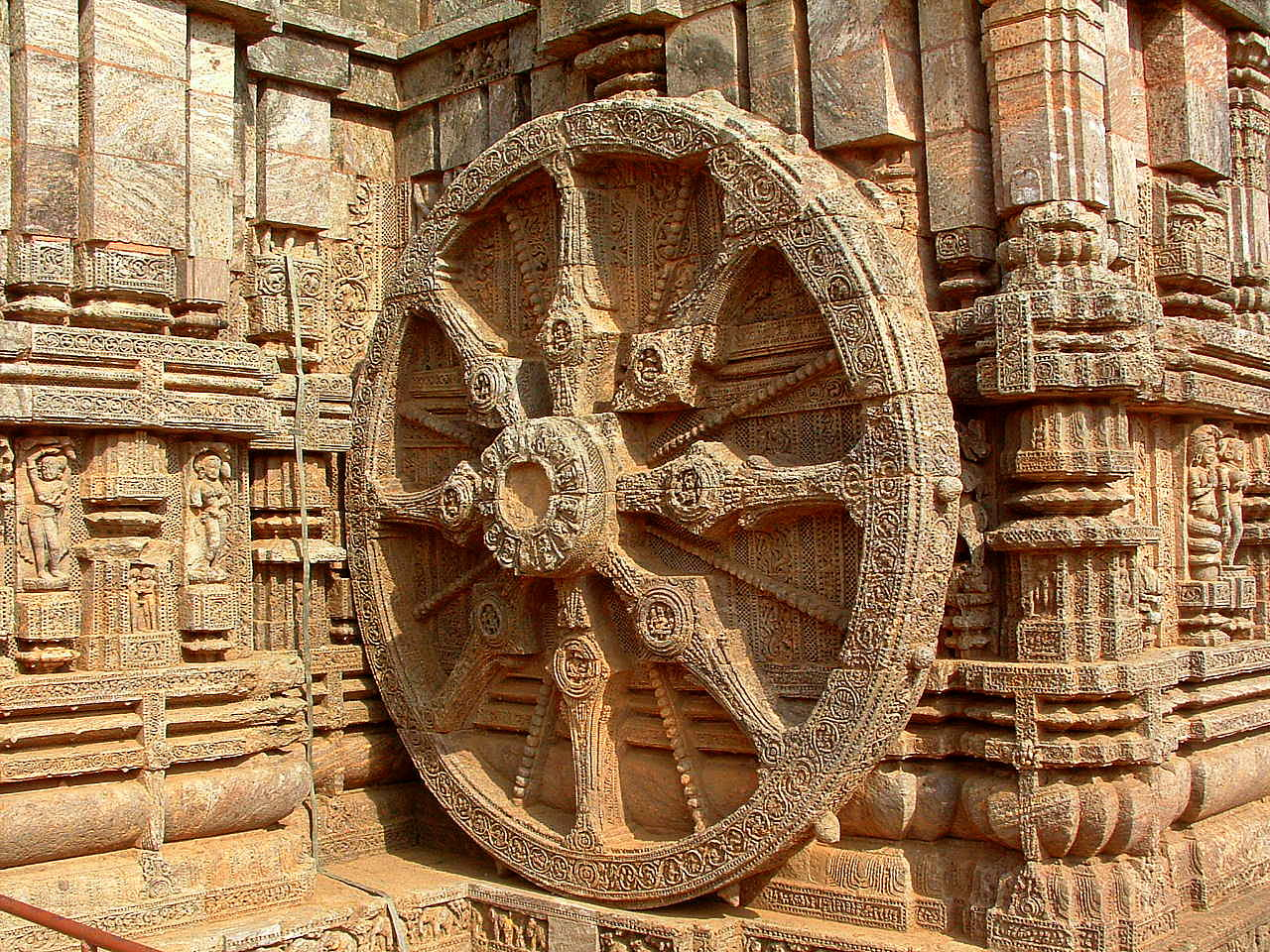
Una de les rodes escultòriques del temple de Surya a Konark
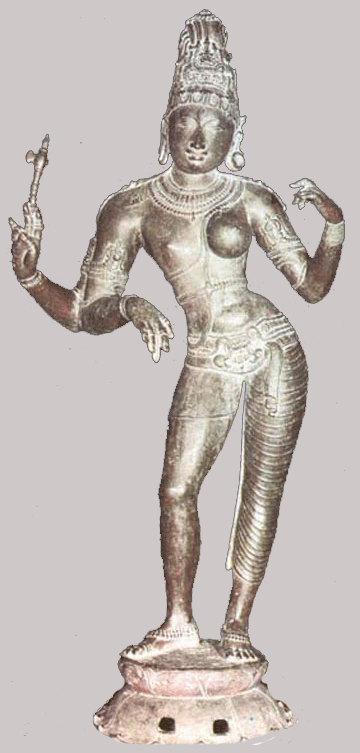
Bronze de la dinastia Chola: el déu Xiva en forma d'Ardhanarīśvara (meitat Xiva, meitat Pàrvati, la seva consort)
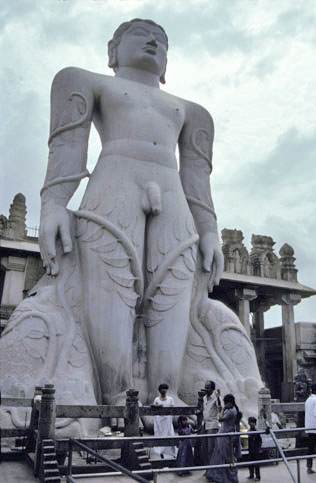
Estàtua de Gomateśvara (978-993)

### Art islàmic (seglesxiii-xviii)

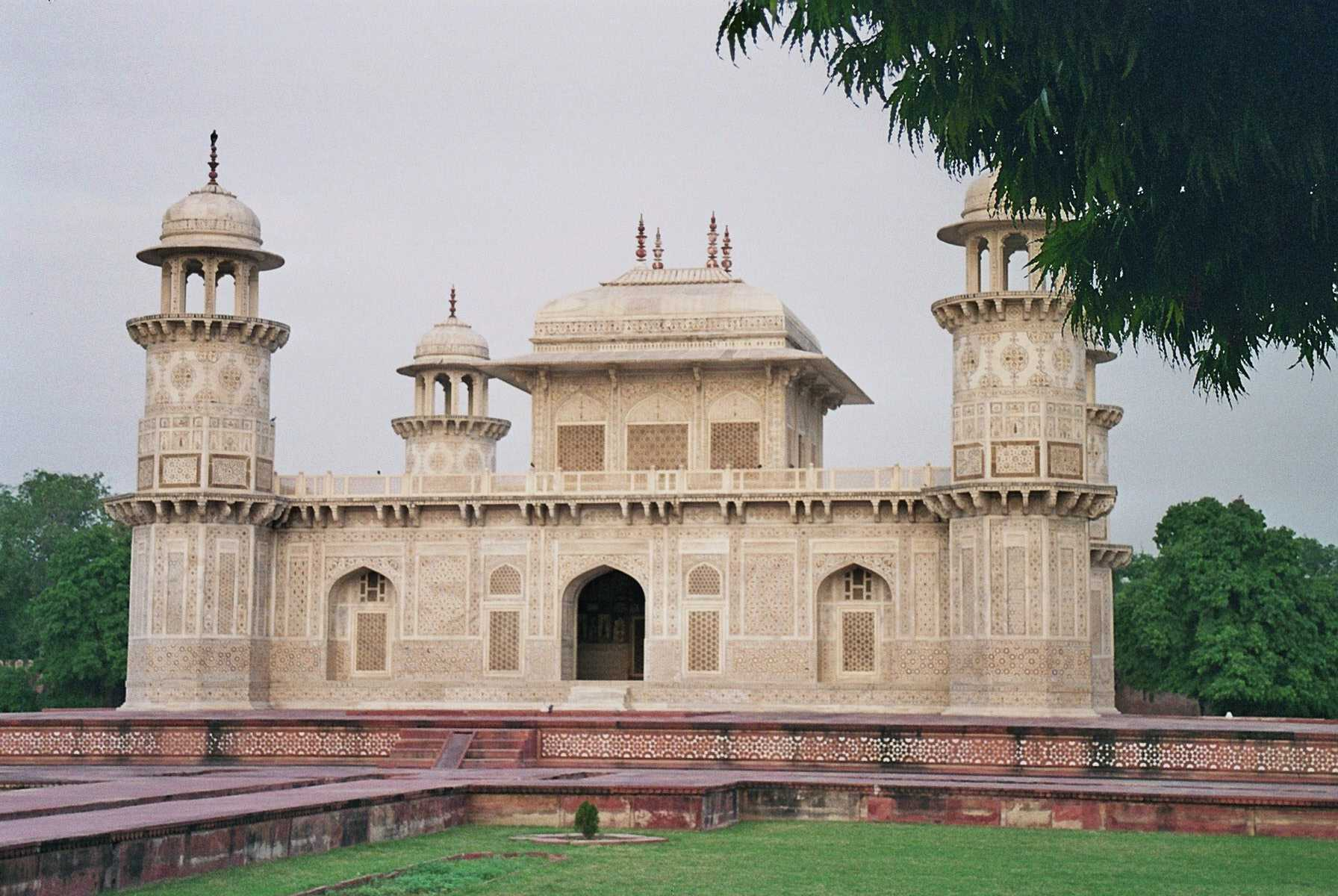
Mausoleu d'Itimad-Ud-Daulah, Agra (1622 - 1628)

La invasió islàmica provocà una gran convulsió en la societat índia i, per tant, en el seu art. La devastació portada a terme pels musulmans provocà l'extinció del budisme a l'Índia. Després d'una successió de diverses dinasties (gaznèvides, gúrides, mamelucs, tughlúquides, khaljis), es formà l'Imperi mogol, que reunificà l'Índia. A les formes tradicionals s'afegiren elements característics de l'art islàmic, especialment en arquitectura, amb la incorporació de l'arc, la cúpula i la volta, i la utilització del morter de calç. També s'introduïren noves tipologies com ara la mesquita i un tipus de decoració basat en el mosaic i la cal·ligrafia, així com incrustacions de motius florals i dibuixos realitzats amb tessel·les de diferents tipus de pedra. L'arquitectura islàmica introduí una nova concepció lineal i d'ordenació de l'espai. S'utilitzaren preferentment materials autòctons, com ara el marbre blanc i el gres vermell.
La mesquita índia (en àrab màsjid) sol constar de tres naus (liwan) destinades a l'oració, paral·leles a la qibla, mur orientat a l'oest (cap a la Meca) on es troba el mihrab i el mínbar. La nau central presenta de tres a cinc voltes disposades longitudinalment, decorades amb mukarna, un tipus de decoració en forma d'estalactita. També conté un gran pati (sahn) amb un estany d'ablucions (hauz), de vegades porticat per servir de madrassa. A les cantonades es troben els minarets i també pot incloure un claustre (riwaq). Els principals exemples en són: sota el Soldanat de Delhi, la mesquita Arhai-din ka Jhumpra Masjid a Ajmer (1210) i la Qila-i-Kohna Masjid a la Purana Qila d'Humayun (1541); sota els soldanats provincials, l'Atala Masjid a Jaunpur (1408) i la Jama Masjid a Ahmedabad (1423); i sota l'Imperi mogol, la Moti Masjid al Fort Vermell d'Agra (1646), la Jama Masjid a Delhi (1644 - 1658) i la Badshahi Masjid a Lahore (1674).
A la mesquita de Quwwat ul-Islam (Delhi) destaca el Qutab Minar (Torre de la Victòria), el minaret més alt del món (72 metres), construït entre 1194 i 1199 per Qutb-ad-Din Àybak, fundador de la dinastia dels mamelucs. És una estructura troncocònica de planta polilobulada mixtilínia, dividida en cinc pisos amb terrasses sobre mocàrabs, els tres primers en gres vermell i els altres dos en marbre blanc, amb una decoració epigràfica disposada en franges. El conjunt inclou el Pilar de ferro, columna de set metres d'alçada forjada en ferro al regnat de Chandragupta II (375 - 413) al voltant de la qual es construí la mesquita, i que té la particularitat que, malgrat la seva antiguitat, no presenta cap mena de corrosió. El 1993 fou declarat Patrimoni de la Humanitat.

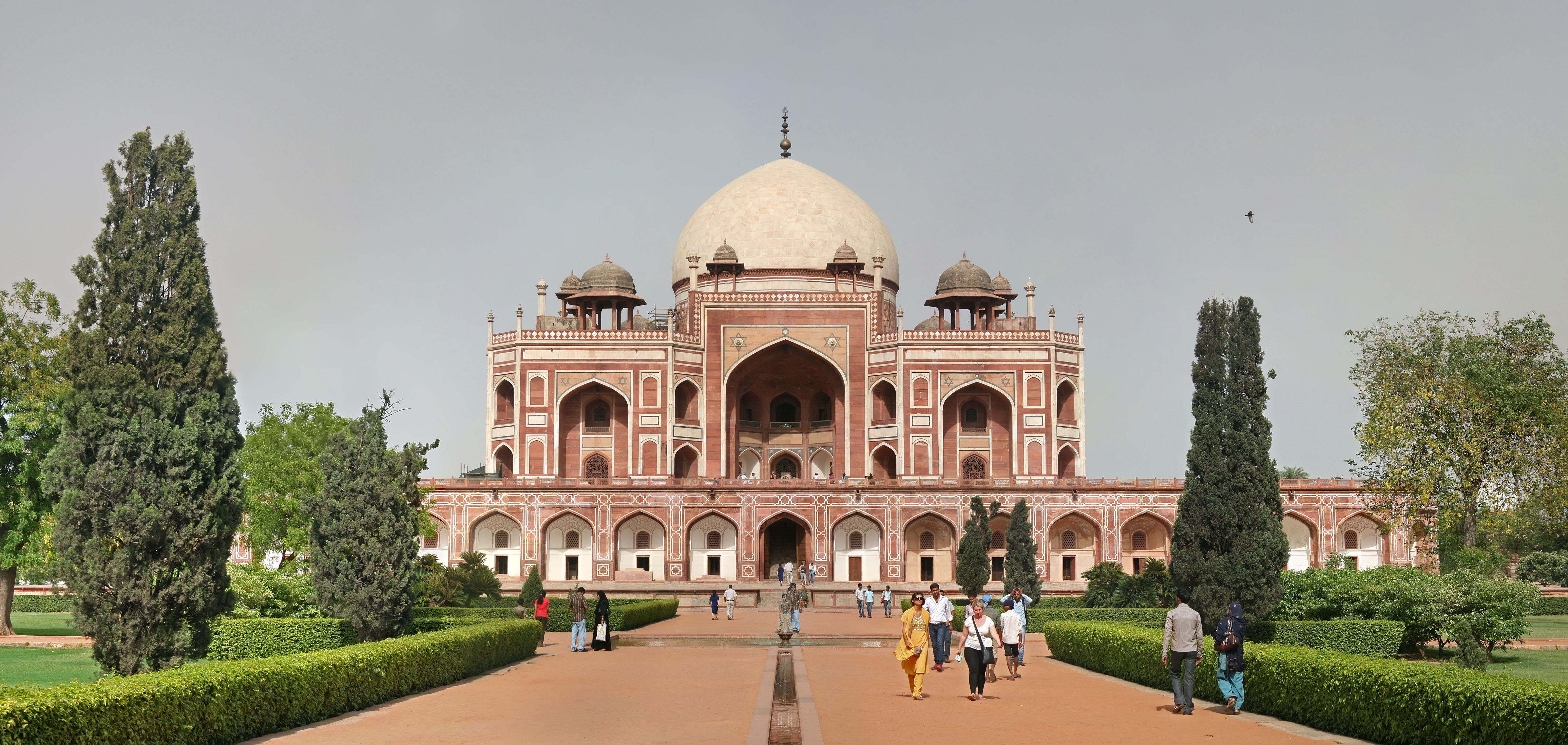
Mausoleu d'Humayun (1574)

L'arquitectura mogol fou la més prolífica i esplendorosa de l'art islàmic a l'Índia. Una de les seves primeres manifestacions fou la mesquita Babri Masjid (Ayodhya), construïda pel primer sobirà mogol, Baber. El Fort Vermell (Lal Qila) d'Agra (1565 - 1573) fou construït per l'emperador Akbar en gres vermell –d'aquí el seu nom–, com un palau murallat que serví de cort i centre de govern de tots els emperadors mogols. Del seu monumental conjunt destaquen la porta Amar Singh, el palau Jahangiri Mahal i el Khas Mahal, saló de marbre blanc amb un sostre bellament pintat. El mausoleu d'Humayun (1574) està construït amb gres vermell a què es van afegir detalls decoratius elaborats en marbre blanc i negre. L'estructura és octogonal i els sostres estan profusament decorats amb pintures. Fou declarat Patrimoni de la Humanitat el 1993.
Fatehpur Sikri fou un complex de palaus construït entre 1571 i 1585 prop d'Agra per l'emperador Akbar com a seu de la cort. En un clos emmurallat de sis quilòmetres de perímetre es varen alçar diversos edificis de gres vermell: en destaca el Diwan-i khas, edifici cúbic on l'emperador rebia els visitants; l'Anup Talao (Estany Insuperable), jardí persa del tipus chahar bagh ('jardí quàdruple'); l'Ibadat Khana (Casa d'Oració); i la zona de l'harem, que consta de diversos palaus, com el Panch Mahal (pavelló d'esbarjo), el Birbal Mahal ('Dúplex de la Reina'), el Jodh Bai Hawa Mahal ('Palau dels Vents') i el Sunahra-Mariam (pavelló de la reina mare). El complex inclou la mesquita Jama Masjid, que destaca pel gumbaz , un mausoleu de marbre blanc calat de jalis (gelosies de pedra).
El mausoleu d'Itimad-Ud-Daulah, a Agra (1622 - 1628), representa la transició entre l'arquitectura mogol primitiva –que utilitzava sobretot gres vermell– i un nou període caracteritzat per la utilització de marbre blanc (i que cristal·litzaria en el Taj Mahal). Aquest edifici es construí per encàrrec de Nur Jahan, esposa de Jahangir, per enterrar-hi al seu pare, Mirza Ghiyas Beg, a qui se li havia concedit el títol d’Itimad-ad-Dawla ('pilar de l'estat'). Els murs estan construïts en marbre amb incrustacions de pedres precioses, sobretot topazi, ònix i lapislàtzuli. Els dibuixos segueixen l'estil decoratiu persa i representen dibuixos geomètrics, gerros de flors o plantes ornamentals.

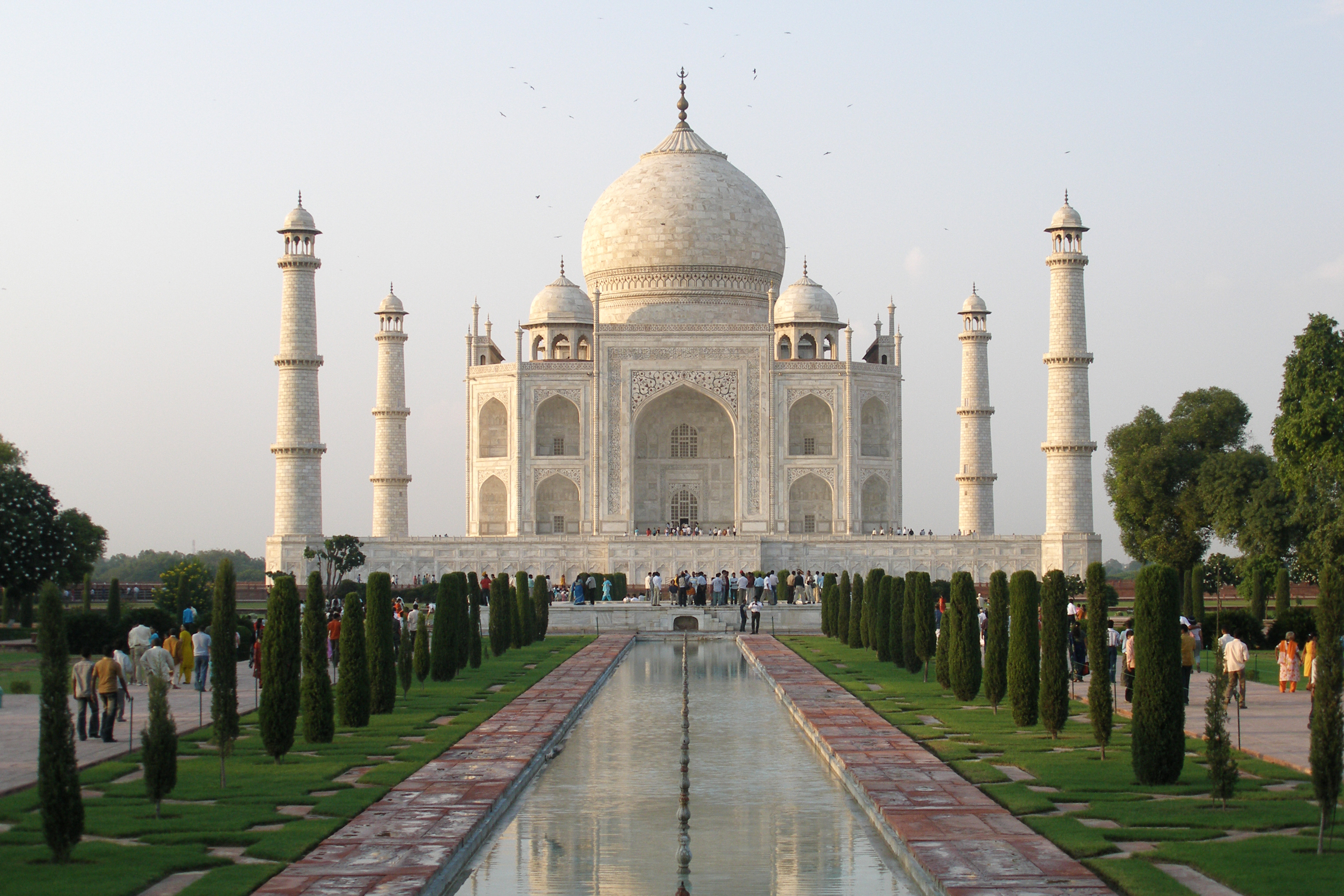
El Taj Mahal, Agra (1632 - 1654)

El Taj Mahal (Agra, 1632 - 1654) és l'obra mestra de l'art mogol. Fou fet construir per l'emperador Xa Jahan en memòria de la seva esposa difunta, Mumtaz Mahal. És un mausoleu de marbre blanc, construït sobre una plataforma de set metres que aixeca el conjunt del terra, i flanquejat de quatre minarets. La façana presenta un arc d'entrada del tipus iwan persa, amb altres de més petits als costats. La sala interior té planta octogonal, coronada per una enorme cúpula flanquejada d'altres dues de més petites, de forma bulbosa. És un dels edificis més coneguts del món, i presenta una subtil bellesa present en l'harmonia de les proporcions i en l'exquisit gust de la decoració d'incrustacions amb motius florals i geomètrics. Enfront de l'edifici es troba un jardí persa tipus chahar bagh amb quatre canals d'aigua que s'entrecreuen, simbolitzant els quatre rius del Paradís (aigua, llet, vi i mel), i que ofereixen una formosa imatge amb l'edifici al fons. El 2007 fou declarat una de les set noves meravelles del món.
En darrer lloc, el fort Vermell (Lal-Qila) de Delhi fou construït per ordre de Xa Jahan entre 1639 i 1648. És un recinte emmurallat construït en gres vermell, que alberga una sèrie de dependències i palaus on destaquen: el Naqqar Khana ('casa del Tambor'), porta principal d'entrada al recinte; el Diwan-i-Am, pavelló destinat a audiències públiques; el Xah Burj, torre de forma octogonal i alçada de tres pisos, on se situaven els despatxos privats de l'emperador; el Diwan-i-Khas, sala d'audiències privades on es trobava el tron del Paó Reial; i la Moti Masjid ('mesquita de la Perla'). Fou declarat Patrimoni de la Humanitat el 2007.
També es van desenvolupar la jardineria i la miniatura, ambdues d'influència persa, i adquiriren gran rellevància les arts tèxtils i les joies enfilades (com el tron d'Aurangzeb). La jardineria seguí el concepte persa del jardí com a paradís utòpic, amb un conjunt d'arbres, plantes i flors disposats de forma geomètrica al voltant d'un estany.

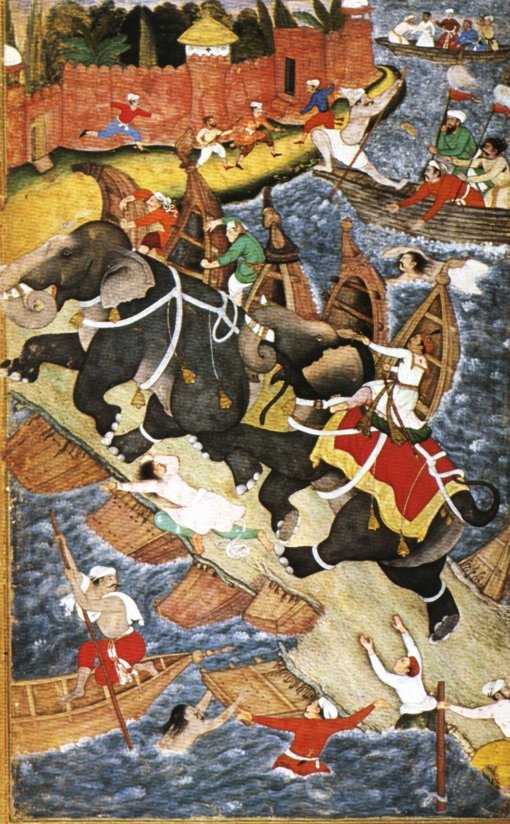
Akbar domina Hawa'i (1590), de Basawan, Victoria and Albert Museum, Londres

La miniatura mogol es desenvolupà en llibres luxosament decorats que eren considerats objectes de gran valor, generalment de temàtica històrica, biogràfica i cortesana. En general es dibuixava sobre paper amb grafit o amb tinta, es recobria amb una capa de pintura blanca translúcida i s'aplicava la pintura, confeccionada amb pigments vegetals o minerals barrejats amb aglutinant o goma aràbiga. Un dels millors miniaturistes fou Basawan, creador de l'estil clàssic de la miniatura mogol, de caràcter narratiu, com mostren les seves il·lustracions de la vida d'Akbar escrita per Abu-l-Fadhl (cap a 1590 - 1605). Akbar (1556 - 1605) fou un gran mecenes de la miniatura, especialment de cròniques i històries il·lustrades, algunes de gran mida, com les 1.400 illustracions de l'Hamzanama (Històries d'Hamza), que tenien una superfície de 115 cm2. Més endavant, sota el regnat del successor d'Akbar, Jahangir (1605 - 1627), es desenvolupà el retrat, en què destacà la figura d'Abu-l-Hàssan, creador d'un estil més refinat i de caràcter aristocràtic, en obres de mida més petita. També aparegueren llavors les escenes de gènere i la representació d'animals i plantes, algunes realitzades de forma autònoma i no com a il·lustracions de llibres. En aquest gènere és conegut el nom de la princesa Sahifa Banu, autora per exemple d'un Retrat del Xah Tahmasp, de començaments del segle XVII. Amb Xa Jahan (1627 - 1658) començà la decadència de la miniatura, encara que es van realitzar esplèndids retrats i escenes de gènere, entre els quals destaca el pintor Sewa a Lahore. Aurangzeb (1658 - 1717) tornà a l'integrisme islàmic posant fi a la rica tradició miniaturista mogol.
Durant aquest període, l'art tradicional hindú pervisqué al sud del Dècan, principalment al regne de Vijayanagar (segles xv - XVI), on destaca el temple de Tiruvengalanatha (1534), dedicat a Vixnu, així com el palau del Lotus, on destaquen les portes d'entrada amb arcs lobulats. S'arribà a una síntesi entre les formes tradicionals índies i les islàmiques aprofitant elements com les voltes i les cúpules, les columnes i els balcons. Els temples d'aquesta regió eren grans complexos d'edificis on destacaven els gopuram, torres d'entrada de gran alçada i forma piramidal, que simbolitzaven el mont Meru –l'Olimp hindú–, cobertes amb frisos superposats, amb profusió de decoració escultòrica realitzada en estuc i brillantment acolorida.

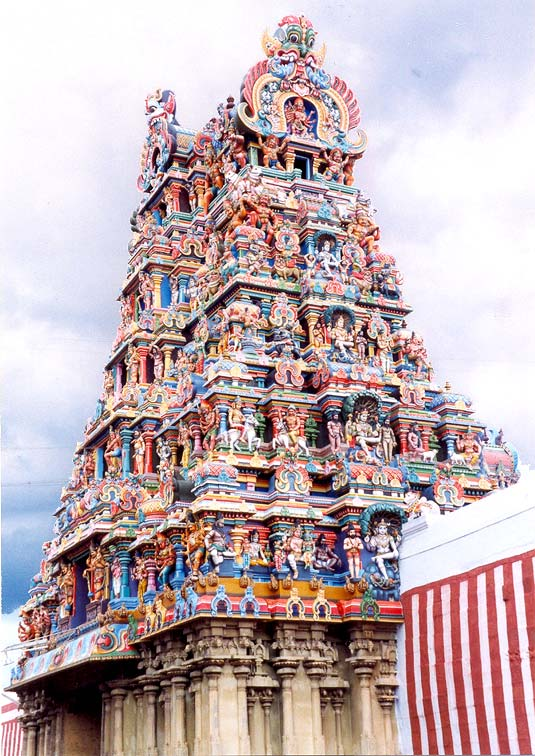
Gopuram del temple de Minakxi a Madurai

Posteriorment cal destacar la ciutat santuari de Madurai (dinastia Nayak, segle XVII), consagrada a Minakxi (la dea d'«ulls com peixos») i a Xiva Sundareixvara («el bell senyor»). És composta de quatre grans gopuram, decorats amb estàtues policromes de déus hindús. Els santuaris (vimāna) dels dos déus estan rodejats d'una sèrie de corredors i sales hipòstiles (mandapa) amb columnes esculpides. Destaca la sala de les Mil Columnes (Saharastambha Mandapa), embellida amb figures d'animals monstruosos (yali), actualment un museu amb una magnífica col·lecció de bronzes Chola i Vijayanagar.
La pintura hindú d'aquesta època (sovint anomenada «pintura rajput») es desenvolupà sobretot en la miniatura, gènere que adoptaren de l'art islàmic, sobretot en el cromatisme i en la perspectiva. Al principi (segle XV) era de colors nítids però no gaire variats, amb figures sense relleu i rostres estilitzats amb grans ulls. Sorgiren dues principals escoles: la rajasthani, desenvolupada en regions com Mewar, Malwa, Bundi, Jaipur i Kishangarh, caracteritzada per formats apaïsats, composició estàtica i personatges representats de forma frontal; i la pahari, sorgida al segle XVIII al Panjab, en petits regnes com Guler i Kangra, amb un estil de gran sensibilitat i brillant colorit, en escenes cortesanes i cavalleresques, principalment del mite de Krixna.
En aquesta època florí notablement l'art tèxtil, principalment en seda i cotó. Es treballaven uns 150 tipus distints de cotó, amb diverses modalitats regionals com la tela pintada del Dècan i la seda barrejada amb cotó del Gujarat. Les teles eren estampades, pintades o tenyides, o bé brodades amb diverses aplicacions.
També es desenvolupà notablement l'art jainista, que creà un estil artístic que tingué gran difusió a Occident, plasmat en un conjunt de temples i escultures de marbre blanc amb incrustacions de pedres de colors, decorats amb gran preciosisme (temple de Ranakpur, temple de Neminath al mont Abu). També destacaren en la miniatura, com a les il·lustracions del Kalpasutra, el text sagrat jainista que narra la vida de Mahavira, fundador de l'ensenyament. Solia ser en format horitzontal, en fulla de palmera, amb dos colors bàsics (vermell i anyil) i figures estàtiques i amb una rígida frontalitat.
Igualment, en aquesta època desenvoluparen les seves principals obres els sikhs, poble guerrer amb una religió fundada el 1469 pel patriarca Nanak, basada en la creença en un déu innombrable i en l'adoració del seu llibre sagrat, el Guru Granth Sahib. Els seus majors monuments es troben a la ciutat d'Amritsar (Panjab), construïda el 1574, i en destaca el temple Daurat (Gurdwara Har Mandir).

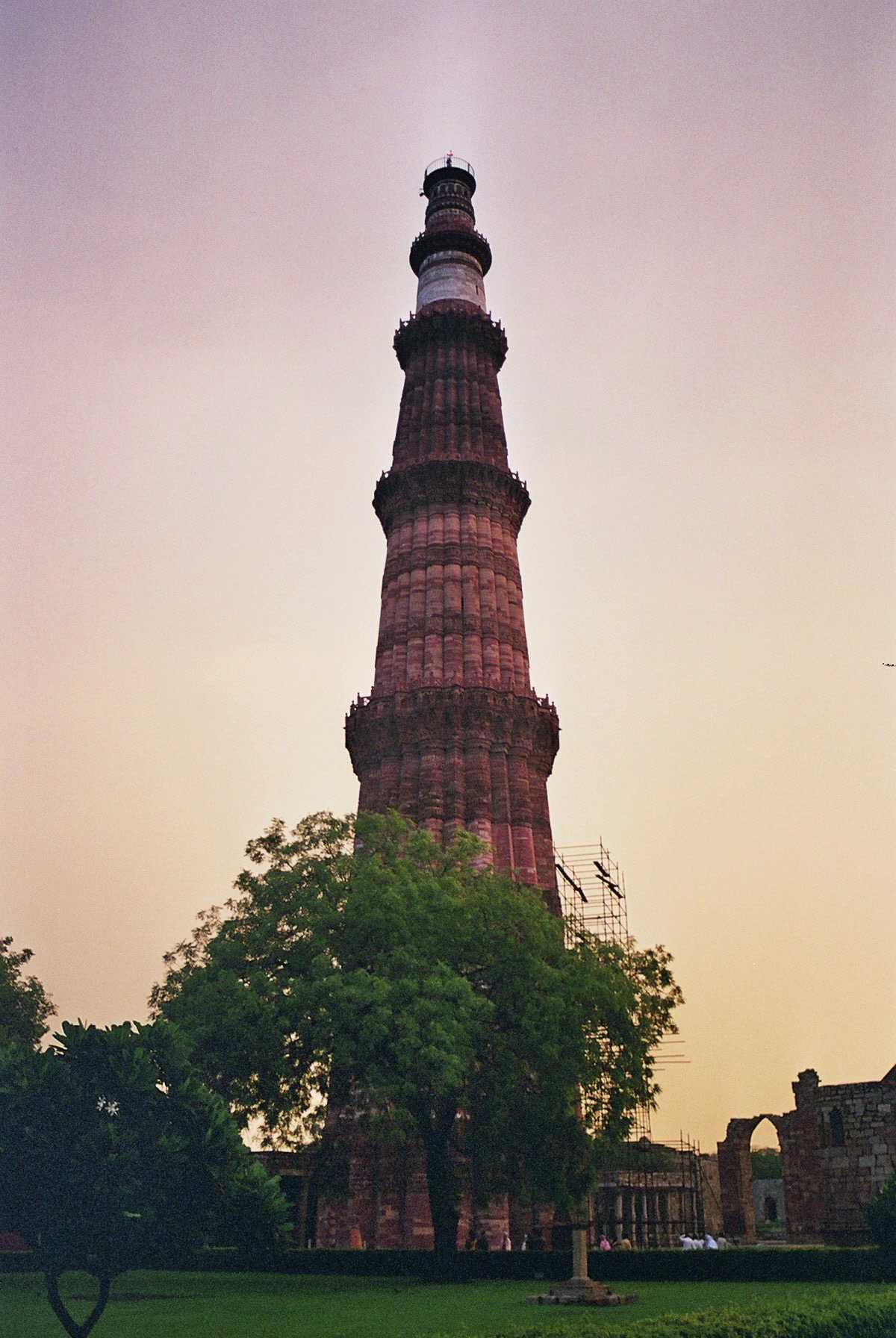
Minaret de Qutab Minar (torre de la Victòria), a Delhi
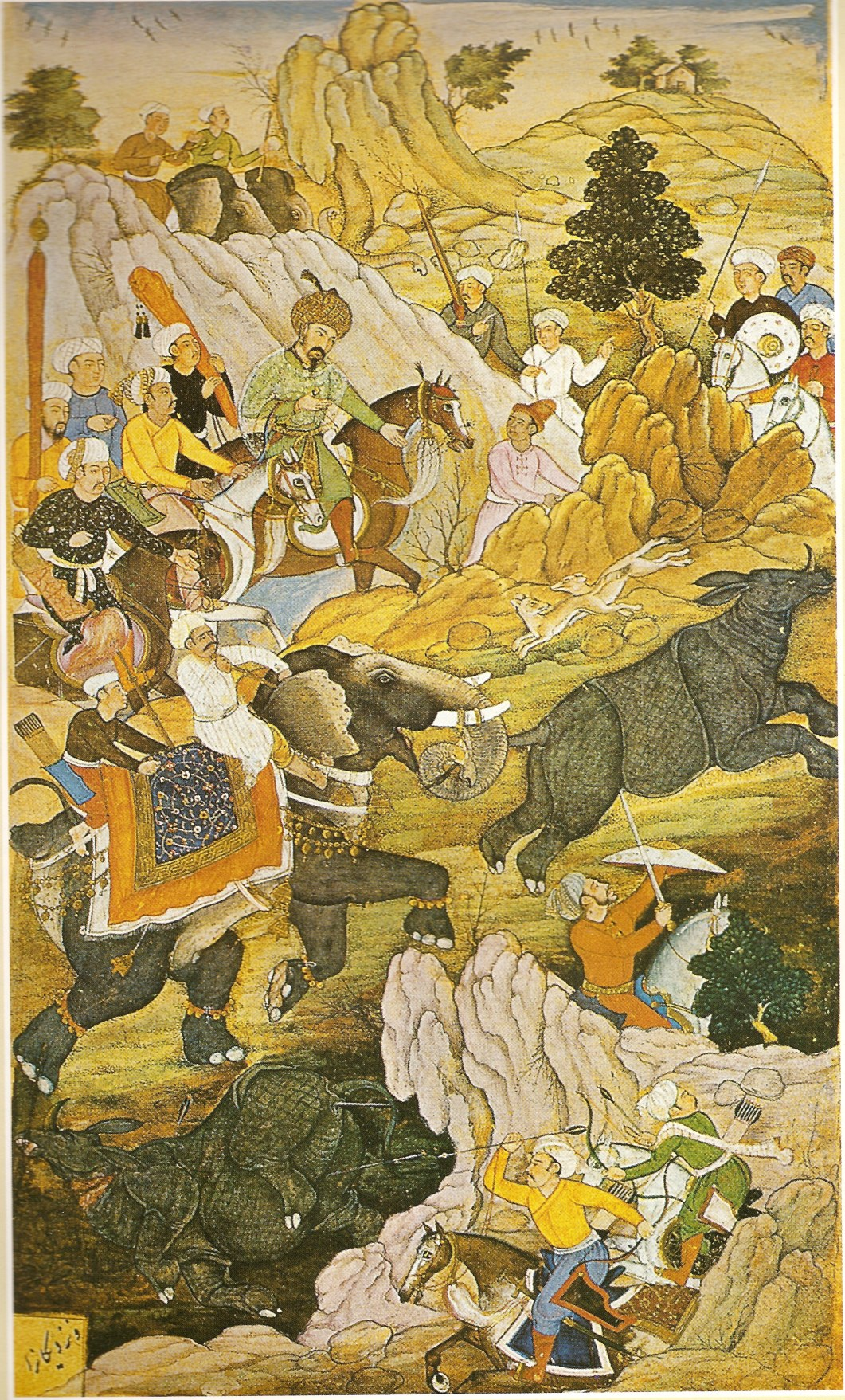
Miniatura mogol: Babur caçant rinoceronts prop de Peshawar (cap a 1530), d'artista anònim
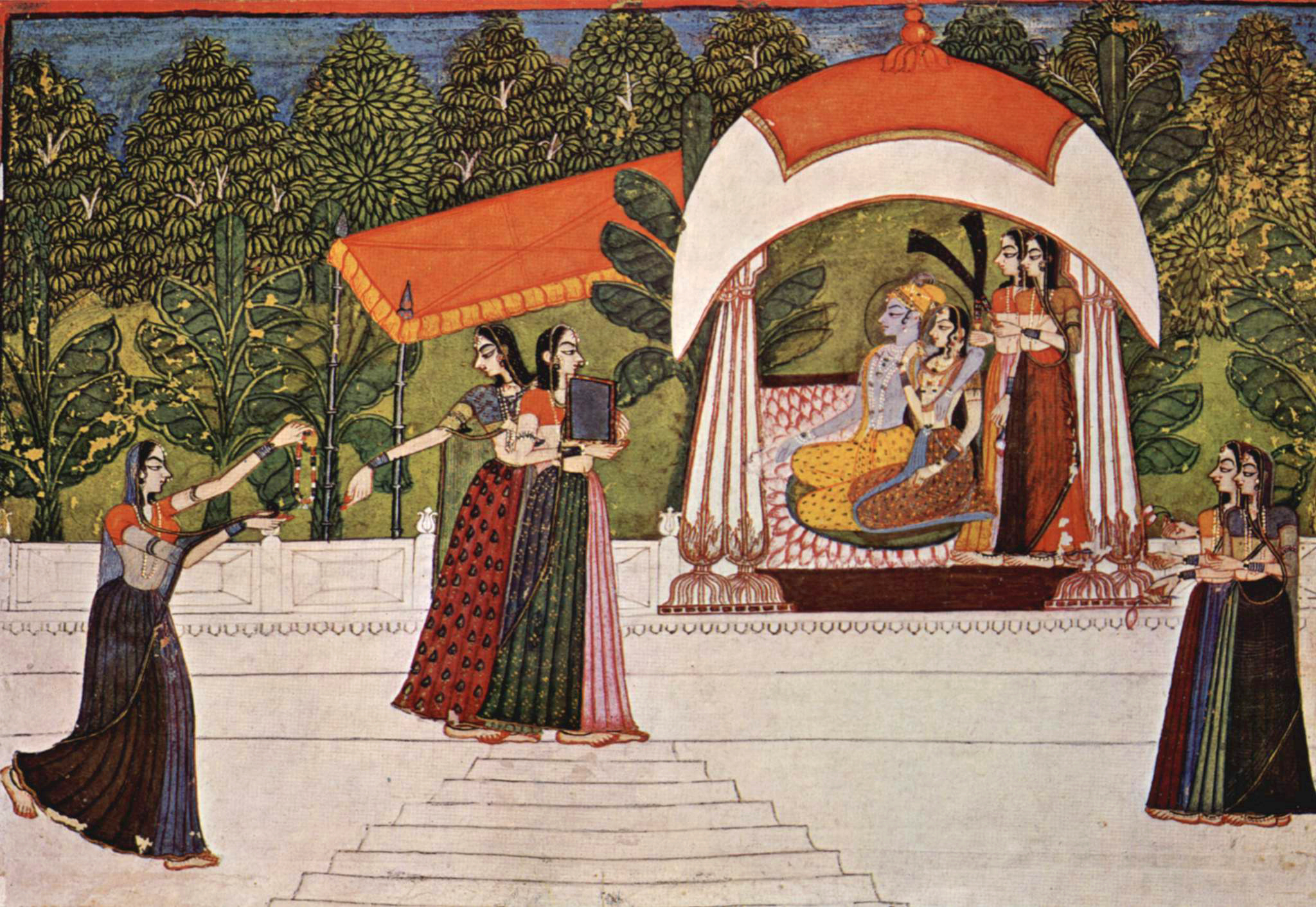
Miniatura rājput: Krixna i Radha en un pavelló (cap a 1750), de Nihal Chand, Allahabad
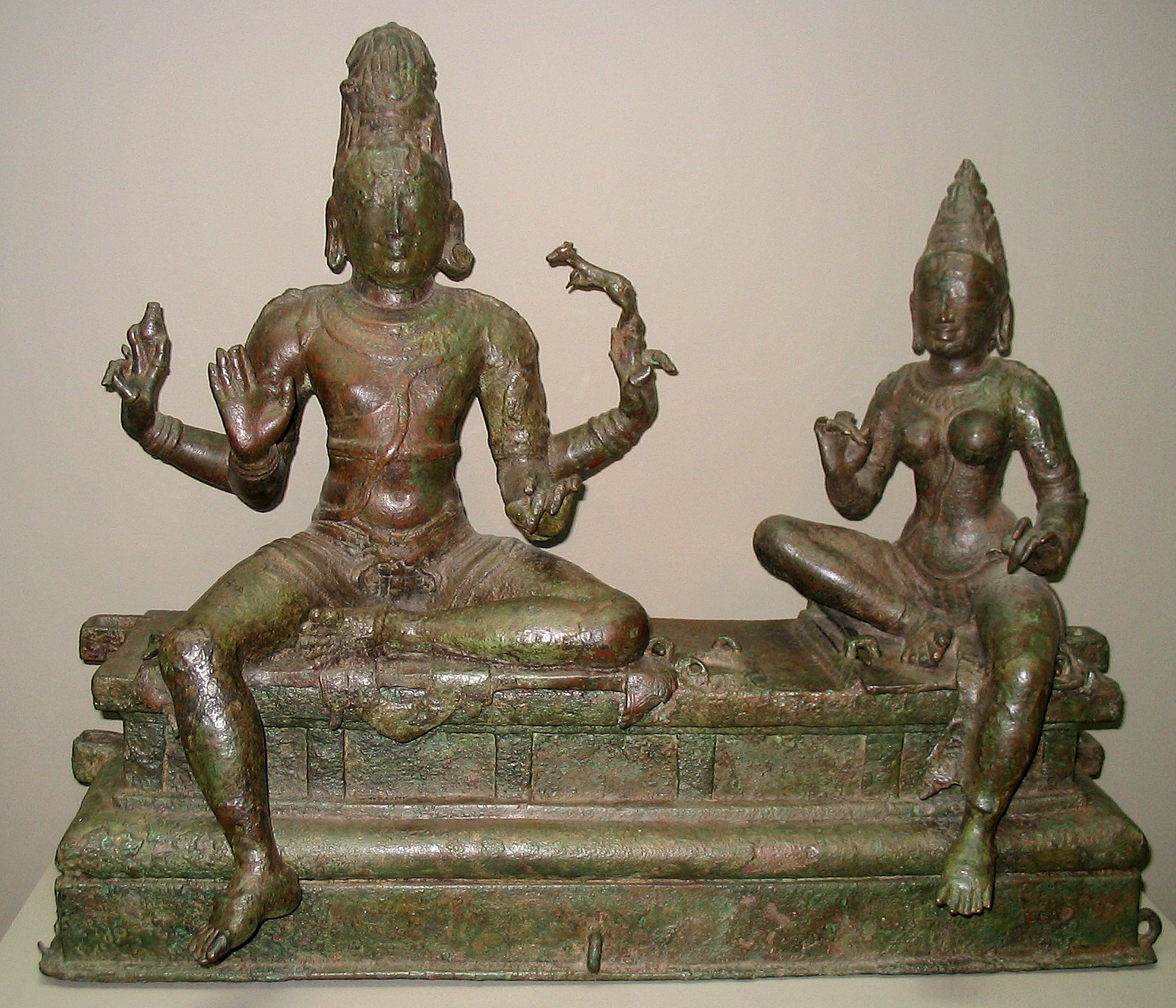
Estàtua vijayanagar de Xiva i la seva consort Uma, Smithsonian Institution (Washington D. C.)

### Art colonial (segles XVIII-XX)

Victoria Memorial Hall, Calcuta (1906-1921)

El Regne Unit ocupà l'Índia el 1757 després de derrotar França –que també estava interessada a colonitzar el país– en la Guerra dels Set anys. L'ocupació britànica suposà la proliferació d'un estil colonial que aportà a l'art indi els llenguatges estilístics europeus. Tingué bastant repercussió la influència de l'art francès, sobretot per la presència de militars francesos que assessoraven els mahārājas indis en llur lluita contra els anglesos en els primers anys d'ocupació, com podem percebre a Nagpur, Baroda i Hyderabad. També florejà un estil arquitectònic d'origen portuguès (Portugal tenia assentaments a Goa, Daman i Diu), de formes barroques barrejades posteriorment amb elements hindús, com la catedral de Goa (1562-1619) i la basílica del Bon Jesús de Goa (1594-1605), que alberga la tomba de sant Francesc Xavier. El conjunt d'«esglésies i convents de Goa» fou declarat Patrimoni de la Humanitat el 1986.
La conquesta britànica portà un estil colonial de gust neoclàssic bastant semblant al realitzat coetàniament als Estats Units: fort de Sant Jordi de Madràs (1644-1714), catedral de Sant Tomàs de Bombai (1718). El 1690 es fundà la ciutat de Calcuta com a seu de la Companyia Britànica de les Índies Orientals: passà al segle XVIII a ser seu de l'administració britànica. Una de les seves primeres construccions fou el fort Williams (1700-1716), a què seguiren edificis com la catedral de Sant Joan (1787) i el palau Raj Bhavan –seu del virregnat– (1798-1805). La ciutat es construí segons un projecte on destacaven els grans espais enjardinats, com el parc Maidan, el Dalhousie Square, la Government Place, el Zoo i el Botànic.
El segle xix es caracteritzà per l'ús d'un estil neogòtic victorià, sobretot en edificis oficials. Una de les ciutats a adquirir major esplendor durant el segle XIX fou Bombai, on s'executaren els principals projectes arquitectònics colonials de l'època: Ajuntament (1855), església Afghan Memorial (1857), mercat Crawford (1867), la torre Rajabai (1874) i l'estació Victoria Terminus (actual estació Chhatrapati Shivaji, 1878-1887). A Calcuta es construïren: l'Hospital (1835), la catedral de Sant Pau (1840-1847), la Universitat (1857), la Madrassa (1871) i l'Indian Museum (1875).

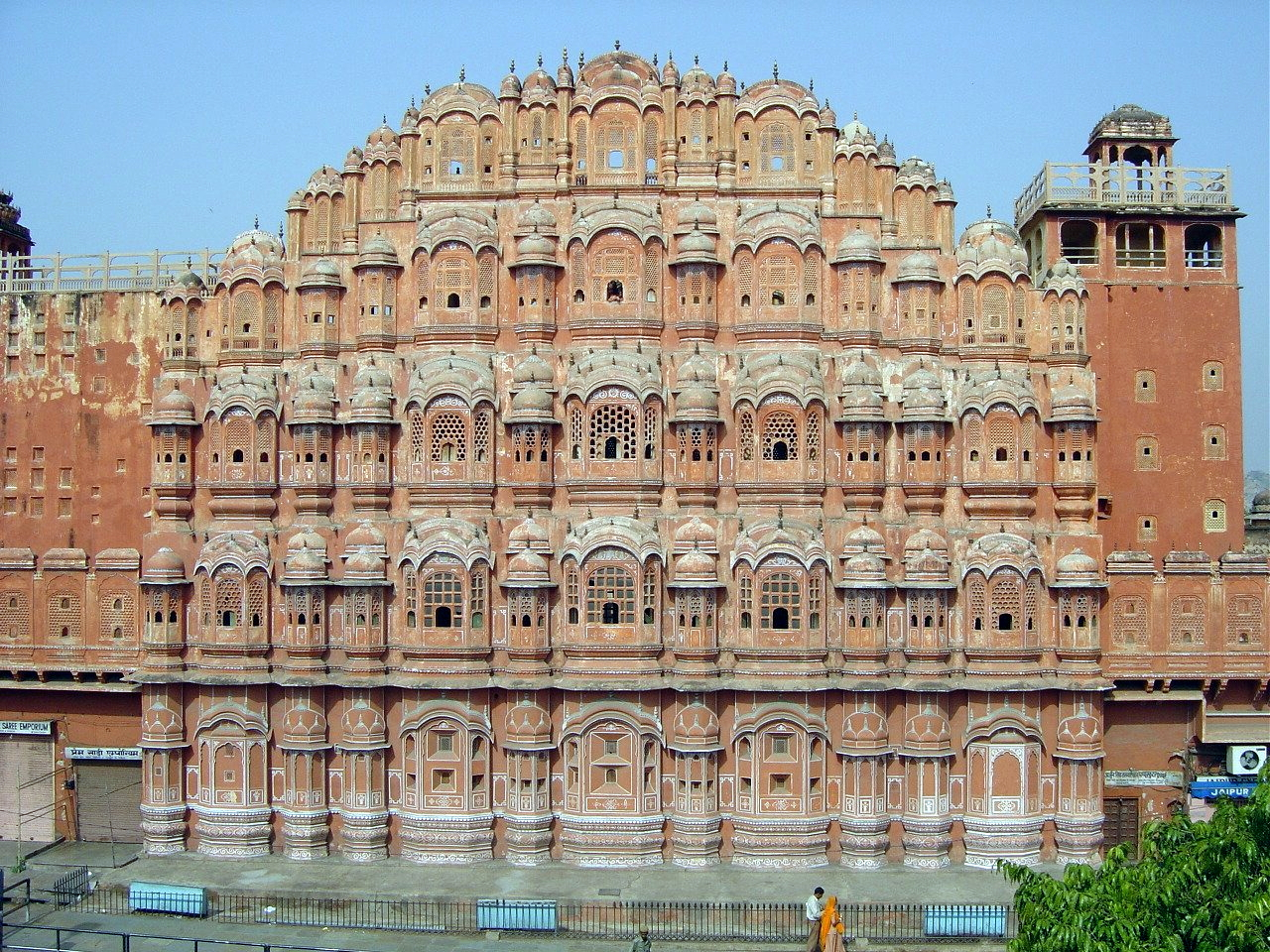
LHawa Mahal o 'palau dels Vents', Jaipur (1799)

Fins a mitjans del segle XIX –i per la rebel·lió dels sipais de 1857– no hi hagué un cert renaixement de l'arquitectura índia, amb un estil inspirat en l'art islàmic siri, anomenat «estil angloindi»: palau de Laxi Vilas (Baroda); a Calcuta, el pont Howrah (1910) i el Victoria Memorial Hall (1912); a Bombai, el Museu Prince of Wales (1909), la Universitat (1909), l'edifici de Correus (1909), l'Hotel Taj Mahal (1911) i l'arc de triomf Gateway of India (1911). Entre 1911 i 1930 es construí la nova capital, Nova Delhi, segons un projecte d'Edwin Lutyens i Herbert Baker, seguint un pla urbanístic en forma estelada en què es repartien diversos edificis oficials, com el Rashtrapati Bhavan (palau Presidencial), el Parlament, els Secretariats, la Biblioteca i el Museu Nacional.
L'art tradicional tingué escasses realitzacions de rellevància: en destaquen la construcció de la ciutat de Jaipur, capital de Rajasthan (1728), anomenada la «ciutat rosa» per estar tota pintada en color terracota. Entre els edificis destaquen el palau del Mahārāja (1728), la torre Ishvarlat (1743) i el magnífic Hawa Mahal o «palau dels Vents» (1799), amb la famosa façana porticada construïda amb jalis (gelosies de pedra) en color rosat i blanc, que servia de mirador per a les dones de l'harem del mahāhāja. També destaca el Jantar Mantar (1728), un observatori astronòmic construït en marbre i gres, que té rellotges de sol, calendaris, astrolabis, etc.
La implantació a l'Índia de la Companyia Britànica de les Índies Orientals –que exportava te, cafè, arròs, sucre, espècies i productes tèxtils– afavorí un curiós intercanvi artístic: la companyia, interessada a fer estudis cartogràfics i etnogràfics del subcontinent indi, portà artistes europeus per documentar els principals monuments i paisatges indis, així com les seves gents i costums; al seu torn l'art occidental influí en els artistes locals que aprengueren la tècnica de la pintura a l'oli, així com la perspectiva i el clarobscur. Sorgí així un estil anomenat «art de la Companyia» caracteritzat per la tècnica occidental aplicada a representacions de diversos elements de la cultura hindú, generalment en escenes pintoresques de gust burgès. Paral·lelament nasqué un estil conegut com a kalighat pat, desenvolupat a Calcuta, que barrejava l'art popular indi amb el realisme de l'art occidental.

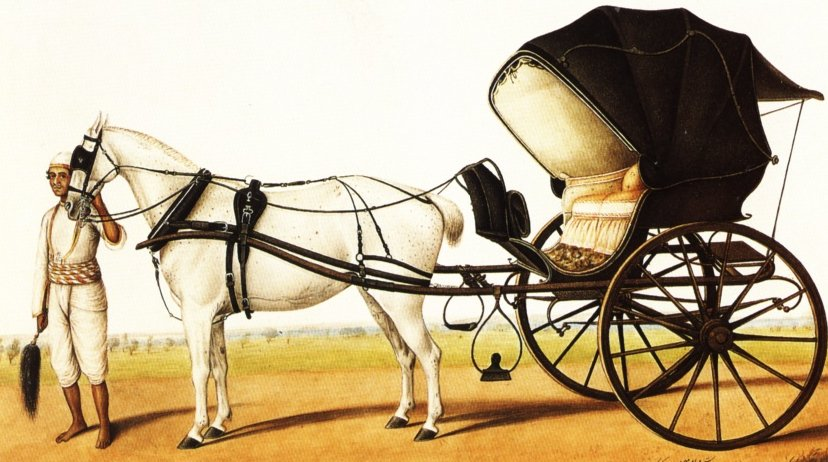
Un nuvi amb cavall i carruatge (cap a 1840-1850), de Shaykh Muhammad Amir, artista vinculat a la Companyia Britànica de les Índies Orientals
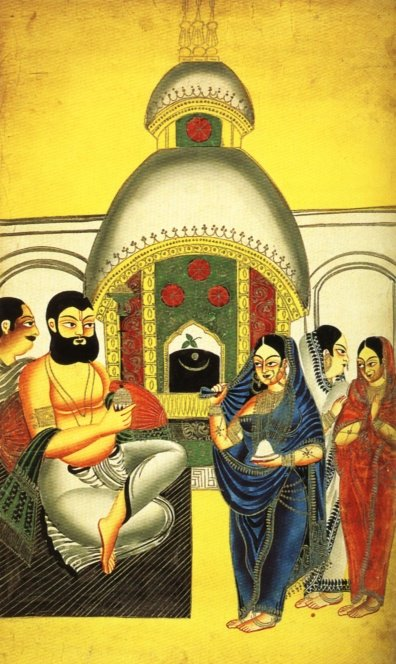
L'assassinat de Tarakeśvara, pintura kalighat pat anònima (cap a 1875)

### Art contemporani (segle XX)

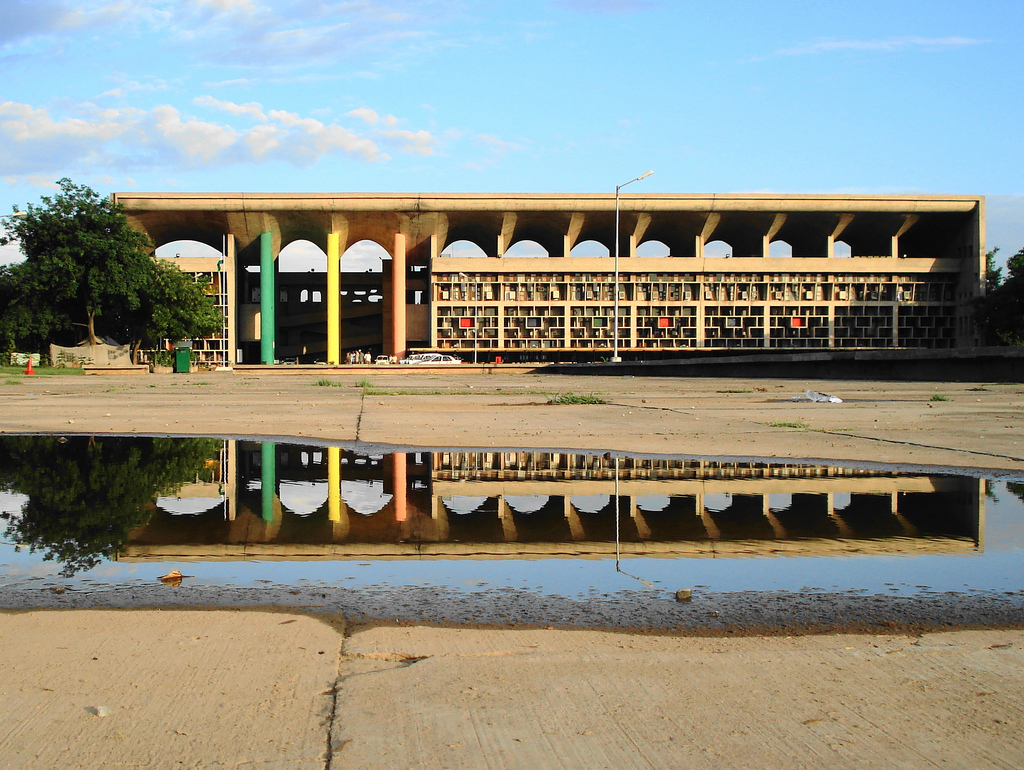
Cort Suprema de Chaṇḍīgarh (1953), de Le Corbusier

Després de nombroses mobilitzacions l'Índia aconseguí la independència el 1947, per bé que el Pakistan se'n segregà. El segle XX suposà l'obertura a tipologies més universals i l'art indi s'obrí a les formes d'avantguarda, com es pot apreciar en les intervencions d'arquitectes estrangers com ara Le Corbusier a Chaṇḍīgarh, ciutat creada el 1953 per l'arquitecte suís per encàrrec del nou govern sorgit del procés independentista. Le Corbusier traçà el plànol urbanístic de la ciutat i construí diversos edificis com ara el Parlament, les Corts, el palau del Govern i els ministeris, en un estil racionalista en què destacava l'ús de volums geomètrics purs i la utilització de noves tècniques i materials (cristall, formigó). Un altre arquitecte occidental que treballà a l'Índia fou Otto Königsberger: el 1939 fou nomenat arquitecte en cap i planificador del Mysore, on creà l'Institut Indi de Ciència (1943-1944) i el Victoria Hall (1946) a Bangalore, així com el pla urbanístic de la ciutat de Bhubaneśvara.
Al segle XX Calcuta passà a ser el principal centre artístic de l'Índia. Allí es desenvolupà l'escola de Bengala, que afavorí el renaixement de l'art tradicional indi. Un element decisiu per a aquest resorgiment fou el patronatge de la família Tagore: Rabindranath Tagore –premi Nobel de literatura el 1913– era també pintor, amb un estil una mica expressionista de fosc colorit. El 1920 fundà la Facultat de Belles Arts de Santiniketan, prop de Calcuta. Quan Okakura Kakuzō, filòsof i esteta japonès, visità l'Índia el 1902, els Tagore l'acolliren, amb el resultat que Abanindranath Tagore, artista nebot del poeta, es passà a l'aiguada, la tècnica tradicional japonesa. Abanindranath creà un estil d'aquarel·les d'aire brumós i espiritual, influït per la pintura mural d'Ajaṇṭā. Aquest estil tingué una ràpida difusió per tota l'Índia, encara que de seguida hagué de lluitar contra la influència occidental: el 1922 se celebrà a Calcuta una exposició d'artistes alemanys de la Bauhaus, que exercí una gran influència sobre els joves artistes indis, entre ells Gaganendranath Tagore –germà d'Abanindranath–, que inicià una sèrie d'obres influïdes per l'orfisme de Robert Delaunay. Entre 1920 i 1940 es visqué un intens debat entre artistes tradicionalistes –representats per l'escola de Bengala– i occidentalistes –agrupats a l'escola de Bombai–. Malgrat tot, diversos artistes de formació acadèmica acceptaren amb gust les tesis tradicionalistes: Jamini Roy creà un nou estil inspirat en el kalighat pat i en l'artesania i la decoració arquitectònica bengalí; Amrita Sher Gil, que havia estudiat a París, barrejà influències europees –principalment de Gauguin i Matisse– amb el colorit de les miniatures rājput.

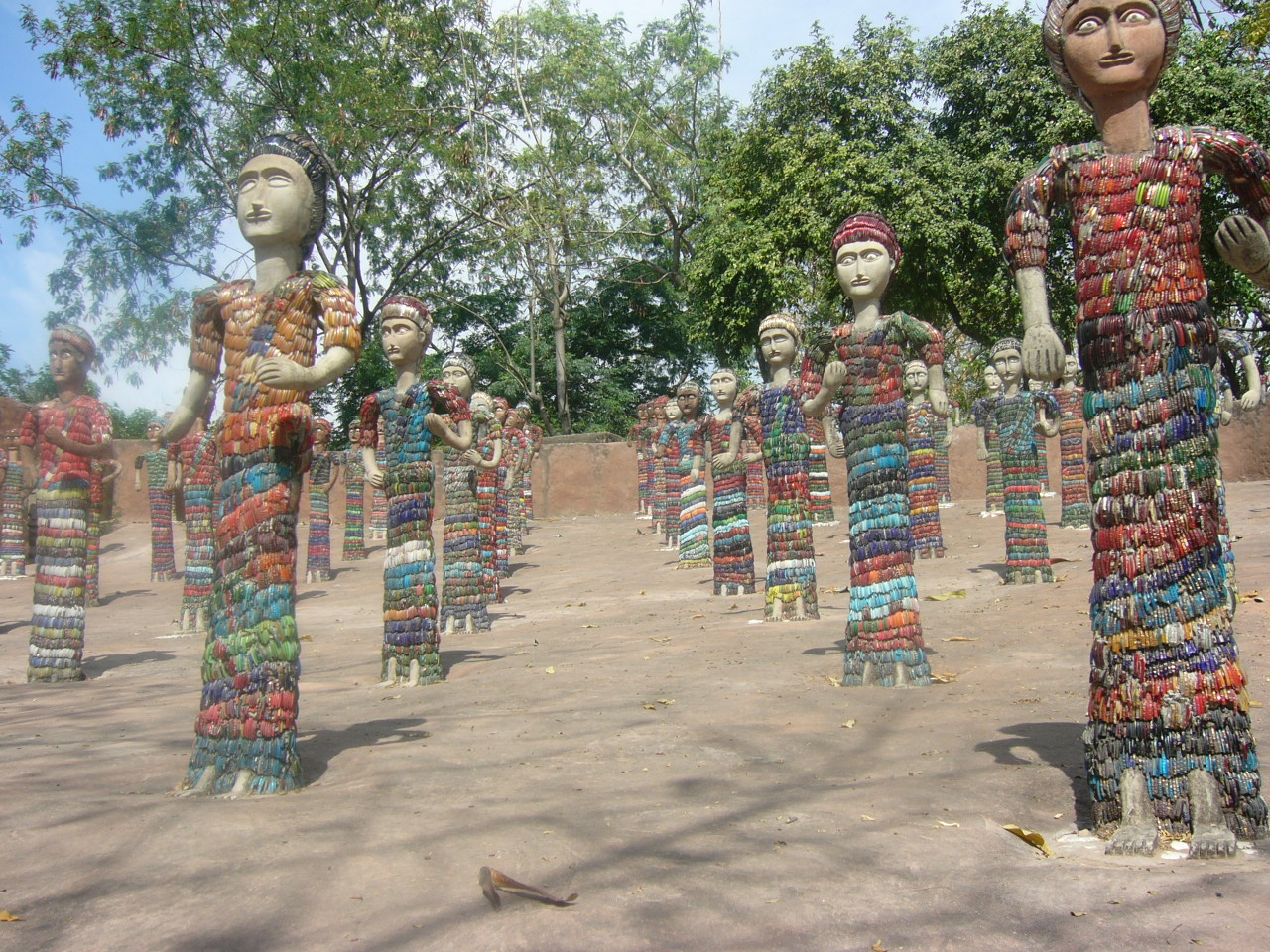
Escultures del Rock Garden (Chaṇḍīgarh), de Nek Chand

Després de la independència i malgrat que hi han perdurat les formes autòctones, el món de l'art s'ha vist cada cop més immers en la influència occidental i els moviments d'avantguarda gràcies al fenomen de la globalització. S'han incorporat noves tècniques i materials així com l'ús de les noves tecnologies en la creació artística. El 1946, Francis Newton Souza fundà el grup Progressistes de Bombai, que a més d'una militància política d'esquerres preconitzava l'actualització del panorama artístic indi dins de l'àmbit internacional. Entre 1950 i 1970 sorgí el neotantrisme, un moviment pictòric popular que reflectia la tradició índia sota un prisma modern, d'estil quasi abstracte. Posteriorment han destacat artistes com Maqbool Fida Husain, que ha tractat temes tant de tradició hindú com islàmica, amb un estil realista influït pel cubisme; i K. G. Subramanyan, artista i historiador de l'art que reuní a Santiniketan una important escola d'artistes i teòrics de l'art.
Actualment l'Índia està vivint un període emergent en el camp de la creació i les arts plàstiques contemporànies. El 2007 hi havia tretze creadors indis que es trobaven a la llista dels 500 artistes més cotitzats. Alguns dels noms que destaquen són: Subodh Gupta, Anju Dodiya, Shibu Natesan, Ravinder G. Reddy, Raqib Shaw, Syed Haider Raza, Tyeb Mehta, Jitish Kallat, Ram Kinker Baij, Sankho Chaudhuri, Ajit Chakravarti i Nek Chand, entre d'altres. L'artista indi més cotitzat és l'escultor Anish Kapoor, que entre juliol de 2006 i juny de 2007 acumulà uns beneficis totals en subhastes de 6.440.150 euros, amb 24 lots venuts. Paral·lelament el panorama galerístic està experimentant un fort creixement en els darrers anys. Centralitzat a Nova Delhi i Bombai principalment, també hi ha interessants establiments en altres ciutats com ara Bangalore o Calcuta, ciutats on sorgeixen constantment galeries joves i centres d'art independents.